# C Jamy
C Jamy est une émission de télévision quotidienne diffusée du lundi au vendredi sur France 5 du 22 février 2021 au 22 juin 2022. Elle est présentée par Jamy Gourmaud et produite par Eléphant et france.tv studio.

## Historique et diffusion
Le 28 juin 2014, l'émission culte C'est pas sorcier s'arrête après 20 ans d'antenne sur France 3 et 559 épisodes.

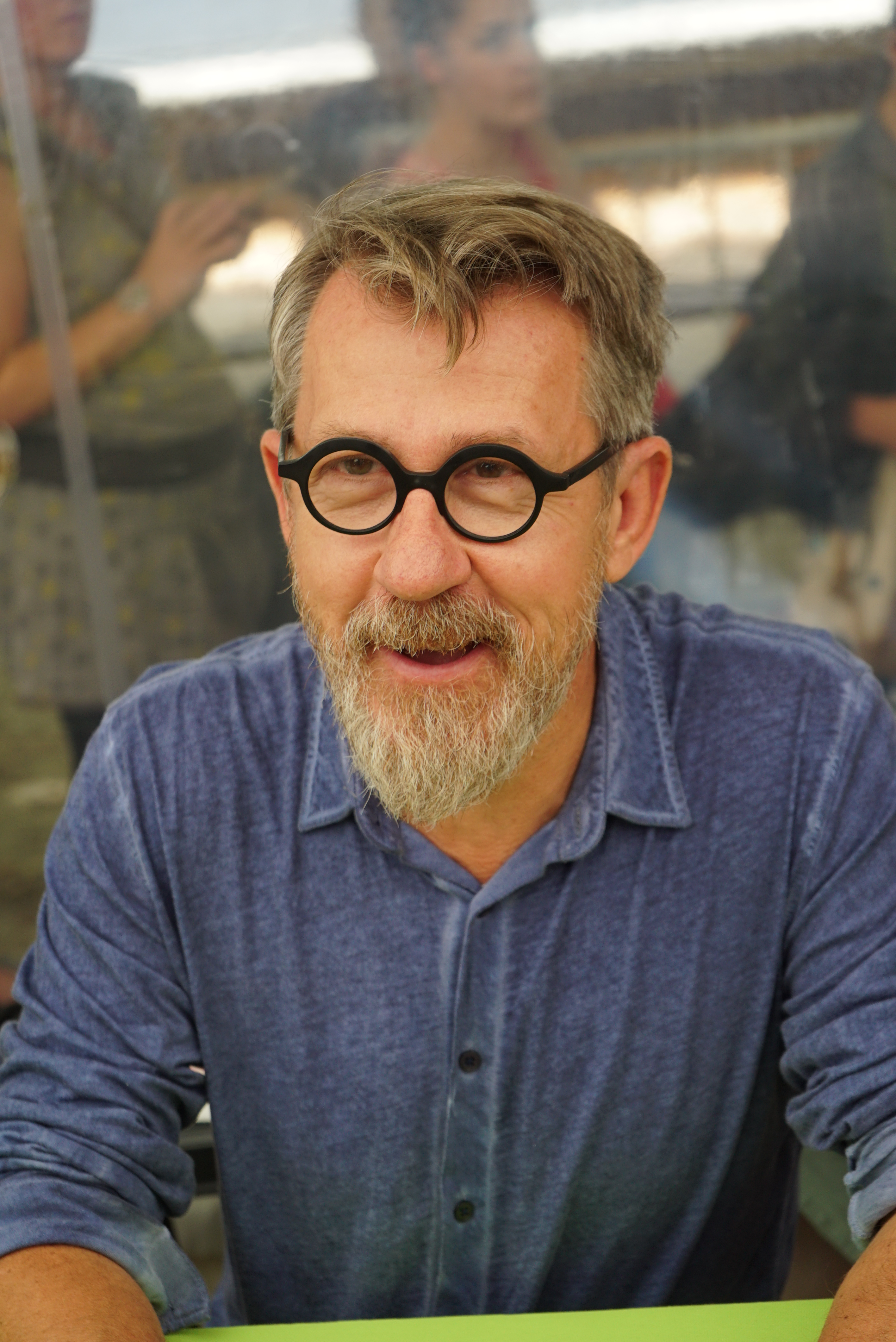
Jamy Gourmaud, créateur et animateur de l'émission.

Pendant le confinement de mars à mai 2020, à la suite de nombreuses demandes d'enseignants, il publie chaque jour une courte vidéo sur YouTube, ainsi que sur ses réseaux sociaux dans laquelle il transmet ses savoirs. Elles connaissent un important succès et sa chaîne, créée pour l'occasion, dépasse les 200 000 abonnés en moins de deux semaines. Après le confinement, il continue à publier des vidéos de manière hebdomadaire. Sa chaîne compte 840 000 abonnés au 18 août 2021.
Après le succès de ses vidéos YouTube, France 5 lui propose de réfléchir à une émission dans le prolongement de ces vidéos. Naît alors le concept de C Jamy, élaboré avec les équipes de la société de production Éléphant et France.tv Studio.
La première émission est diffusée le lundi 22 février 2021 à 16h55 sur France 5.
L'émission s'est arrêtée à la suite d'une décision de la chaîne.
La particularité du magazine est d’être tourné dans l’atelier de l’animateur, à Clamart.

## Rubriques
C Jamy s’articule autour de quatre rubriques :
- "C chaud" : qui décrypte un sujet d’actualité à travers trois angles originaux, avec Camille Gaubert, journaliste à Sciences et Avenir ;
- "C dingue !" : on retrouve la journaliste Linh-Lan Dao, qui raconte en dessin l’histoire d’un objet du quotidien.  (uniquement pendant la saison 1) ;
- "C l'idée" : qui propose un sujet consacré à l’environnement. avec pour objectif de nous offrir des petites astuces faciles à intégrer dans nos gestes quotidiens afin de modifier nos habitudes pour être plus écoresponsables ;
- "Dis Jamy" ("C quoi la réponse ?" avant le 5 avril 2021) : Jamy répond à une ou plusieurs questions qui lui ont été posées sur les réseaux sociaux.

À partir du 31 mai 2021, la rubrique "C dingue !" est diffusée avant la rubrique "C l'idée".
À partir de la deuxième saison, la rubrique "C dingue" est supprimée au profit de la rubrique "C chaud". Linh-Lan Dao intervient alors dans la rubrique "C chaud".

## Émissions

### Première saison (2021)
| TITRE                                                                      | C CHAUD                                                                  | C L'IDÉE                                                    | C DINGUE !                                                     | C QUOI LA RÉPONSE ? / DIS JAMY                                                                     |
| -------------------------------------------------------------------------- | ------------------------------------------------------------------------ | ----------------------------------------------------------- | -------------------------------------------------------------- | -------------------------------------------------------------------------------------------------- |
| S1 E01 : Hiver, pourquoi fait-il froid ?                                   | Pourquoi fait-il froid en hiver ?                                        | La fin des emballages jetables ?                            | Stylo-bille : un condensé de technologie                       | Quand le Soleil, la Terre et la Lune sont alignés, c’est une éclipse ?                             |
| S1 E01 : Hiver, pourquoi fait-il froid ?                                   | Comment les animaux se protègent-ils du froid ?                          | La fin des emballages jetables ?                            | Stylo-bille : un condensé de technologie                       | Quand le Soleil, la Terre et la Lune sont alignés, c’est une éclipse ?                             |
| S1 E01 : Hiver, pourquoi fait-il froid ?                                   | Comment notre corps ressent-il le froid ?                                | La fin des emballages jetables ?                            | Stylo-bille : un condensé de technologie                       | Comment marche un disque vinyle ?                                                                  |
| S1 E01 : Hiver, pourquoi fait-il froid ?                                   | Le froid nous rend malades : vrai ou faux ?                              | La fin des emballages jetables ?                            | Stylo-bille : un condensé de technologie                       | Pourquoi dit-on "bleu canard" ?                                                                    |
| S1 E01 : Hiver, pourquoi fait-il froid ?                                   | La chair de poule, comment ça marche ?                                   | La fin des emballages jetables ?                            | Stylo-bille : un condensé de technologie                       | Pourquoi dit-on "bleu canard" ?                                                                    |
| S1 E02 : La fabuleuse histoire de l’ours                                   | L’ours, un animal qui nous ressemble !                                   | Boire du café en dosettes sans abîmer la planète            | L’incroyable épopée du croissant                               | En combien de temps pourrait-on faire le tour de la Terre si on se déplaçait à la vitesse du son ? |
| S1 E02 : La fabuleuse histoire de l’ours                                   | L’ours : du grizzli au doudou !                                          | Boire du café en dosettes sans abîmer la planète            | L’incroyable épopée du croissant                               | En combien de temps pourrait-on faire le tour de la Terre si on se déplaçait à la vitesse du son ? |
| S1 E02 : La fabuleuse histoire de l’ours                                   | Pourquoi les bébés ours sont-ils petits ?                                | Boire du café en dosettes sans abîmer la planète            | L’incroyable épopée du croissant                               | Pourquoi rougit-on ?                                                                               |
| S1 E02 : La fabuleuse histoire de l’ours                                   | Bébé : le match Ours / Kangourou                                         | Boire du café en dosettes sans abîmer la planète            | L’incroyable épopée du croissant                               | Pourquoi rougit-on ?                                                                               |
| S1 E02 : La fabuleuse histoire de l’ours                                   | Comment l’ours est-il devenu blanc ?                                     | Boire du café en dosettes sans abîmer la planète            | L’incroyable épopée du croissant                               | Pourquoi rougit-on ?                                                                               |
| S1 E03 : Pleine Lune : sommes-nous sous influence ?                        | Comment la Lune devient pleine ?                                         | Nos cheveux pour lutter contre les marées noires ?          | Bain moussant, bain chauffant !                                | La tomate, c’est un fruit ou un légume ?                                                           |
| S1 E03 : Pleine Lune : sommes-nous sous influence ?                        | Pleine lune et loup-garou, légende ou réalité ?                          | Nos cheveux pour lutter contre les marées noires ?          | Bain moussant, bain chauffant !                                | La tomate, c’est un fruit ou un légume ?                                                           |
| S1 E03 : Pleine Lune : sommes-nous sous influence ?                        | Sans la Lune, pas de marées !                                            | Nos cheveux pour lutter contre les marées noires ?          | Bain moussant, bain chauffant !                                | Combien pèse un nuage ?                                                                            |
| S1 E03 : Pleine Lune : sommes-nous sous influence ?                        | Y a-t-il vraiment plus de naissances à la pleine lune ?                  | Nos cheveux pour lutter contre les marées noires ?          | Bain moussant, bain chauffant !                                | Combien pèse un nuage ?                                                                            |
| S1 E03 : Pleine Lune : sommes-nous sous influence ?                        | Pourquoi a-t-on l’impression que la Lune ne fait jamais la même taille ? | Nos cheveux pour lutter contre les marées noires ?          | Bain moussant, bain chauffant !                                | Combien pèse un nuage ?                                                                            |
| S1 E04 : Les vrais pouvoirs des super-héros                                | D’où viennent les super-héros ?                                          | Une deuxième vie pour nos appareils électroménagers         | Scratch : quand la nature inspire notre quotidien              | Pourquoi l’oignon fait-il pleurer ?                                                                |
| S1 E04 : Les vrais pouvoirs des super-héros                                | Les supers pouvoirs de l’Homme                                           | Une deuxième vie pour nos appareils électroménagers         | Scratch : quand la nature inspire notre quotidien              | Pourquoi l’oignon fait-il pleurer ?                                                                |
| S1 E04 : Les vrais pouvoirs des super-héros                                | Comment les animaux ont-ils inspiré les super-héros ?                    | Une deuxième vie pour nos appareils électroménagers         | Scratch : quand la nature inspire notre quotidien              | Quel est le volcan le plus actif du monde ?                                                        |
| S1 E04 : Les vrais pouvoirs des super-héros                                | La beauté ? Un super pouvoir !                                           | Une deuxième vie pour nos appareils électroménagers         | Scratch : quand la nature inspire notre quotidien              | Quel est le volcan le plus actif du monde ?                                                        |
| S1 E04 : Les vrais pouvoirs des super-héros                                | Super-héros : la nouvelle génération                                     | Une deuxième vie pour nos appareils électroménagers         | Scratch : quand la nature inspire notre quotidien              | Quel est le volcan le plus actif du monde ?                                                        |
| S1 E05 : Victor Hugo : un héros français !                                 | Les personnages emblématiques de Victor Hugo                             | Une astuce pour cuisiner sa carotte de la pointe à la botte | Plaque d’égout : de l’ingéniosité sous nos pieds !             | Qu’est-ce que la biotechnologie ?                                                                  |
| S1 E05 : Victor Hugo : un héros français !                                 | Victor Hugo ? Oh la barbe !                                              | Une astuce pour cuisiner sa carotte de la pointe à la botte | Plaque d’égout : de l’ingéniosité sous nos pieds !             | Qu’est-ce que la biotechnologie ?                                                                  |
| S1 E05 : Victor Hugo : un héros français !                                 | Victor Hugo : l’homme qui a sauvé Notre-Dame                             | Une astuce pour cuisiner sa carotte de la pointe à la botte | Plaque d’égout : de l’ingéniosité sous nos pieds !             | C’est quoi un trou noir ?                                                                          |
| S1 E05 : Victor Hugo : un héros français !                                 | Victor Hugo, l’homme qui faisait tourner les tables                      | Une astuce pour cuisiner sa carotte de la pointe à la botte | Plaque d’égout : de l’ingéniosité sous nos pieds !             | C’est quoi un trou noir ?                                                                          |
| S1 E05 : Victor Hugo : un héros français !                                 | Victor Hugo, le militant contre la peine de mort                         | Une astuce pour cuisiner sa carotte de la pointe à la botte | Plaque d’égout : de l’ingéniosité sous nos pieds !             | C’est quoi un trou noir ?                                                                          |
| S1 E06 : Mars : une nouvelle terre pour demain ?                           | Mars : la petite sœur de la Terre                                        |                                                             | L’origine du jean, l’incontournable de notre garde-robe        | |
| S1 E06 : Mars : une nouvelle terre pour demain ?                           | Voyage vers Mars : le super confinement !                                |                                                             | L’origine du jean, l’incontournable de notre garde-robe        | |
| S1 E06 : Mars : une nouvelle terre pour demain ?                           | Objectif Mars !                                                          |                                                             | L’origine du jean, l’incontournable de notre garde-robe        | |
| S1 E06 : Mars : une nouvelle terre pour demain ?                           | Mars : une planète en trompe-l’œil                                       |                                                             | L’origine du jean, l’incontournable de notre garde-robe        | |
| S1 E06 : Mars : une nouvelle terre pour demain ?                           | Vivre sur Mars : est-ce possible ?                                       |                                                             | L’origine du jean, l’incontournable de notre garde-robe        | |
| S1 E07 : Il pleut, il pleut Jamy !                                         | La pluie : comment ça marche ?                                           | Des algues pour remplacer nos peintures toxiques            | L’histoire intime de nos WC !                                  | Pourquoi dit-on : « passer du coq à l’âne » ?                                                      |
| S1 E07 : Il pleut, il pleut Jamy !                                         | Quand la pluie bat des records                                           | Des algues pour remplacer nos peintures toxiques            | L’histoire intime de nos WC !                                  | Pourquoi dit-on : « passer du coq à l’âne » ?                                                      |
| S1 E07 : Il pleut, il pleut Jamy !                                         | Les mystères de l’arc-en-ciel dévoilés !                                 | Des algues pour remplacer nos peintures toxiques            | L’histoire intime de nos WC !                                  | Les poissons dorment-ils ?                                                                         |
| S1 E07 : Il pleut, il pleut Jamy !                                         | Waterloo : quand la pluie change l’Histoire                              | Des algues pour remplacer nos peintures toxiques            | L’histoire intime de nos WC !                                  | Les poissons dorment-ils ?                                                                         |
| S1 E07 : Il pleut, il pleut Jamy !                                         | Réchauffement climatique : va-t-il pleuvoir davantage ?                  | Des algues pour remplacer nos peintures toxiques            | L’histoire intime de nos WC !                                  | Les poissons dorment-ils ?                                                                         |
| S1 E08 : Le téléphone, une espèce en voie de disparition ?                 | Les sourds : ils ont inspiré l’inventeur du téléphone                    | La seconde vie des déchets des mers                         | Le vernis, une invention explosive !                           | Survivrait-on à la même météorite qu’ont connu les dinosaures ?                                    |
| S1 E08 : Le téléphone, une espèce en voie de disparition ?                 | La folle histoire du téléphone portable                                  | La seconde vie des déchets des mers                         | Le vernis, une invention explosive !                           | Survivrait-on à la même météorite qu’ont connu les dinosaures ?                                    |
| S1 E08 : Le téléphone, une espèce en voie de disparition ?                 | Le téléphone : il sert à tout… sauf à téléphoner !                       | La seconde vie des déchets des mers                         | Le vernis, une invention explosive !                           | Clémentine ou mandarine ?                                                                          |
| S1 E08 : Le téléphone, une espèce en voie de disparition ?                 | Pourquoi dit-on "allo" ?                                                 | La seconde vie des déchets des mers                         | Le vernis, une invention explosive !                           | Clémentine ou mandarine ?                                                                          |
| S1 E08 : Le téléphone, une espèce en voie de disparition ?                 | La 5G : elle va bouleverser notre quotidien !                            | La seconde vie des déchets des mers                         | Le vernis, une invention explosive !                           | Clémentine ou mandarine ?                                                                          |
| S1 E09 : Voyage au cœur de notre ventre                                    | Le microbiote : à quoi ça sert ?                                         | Recycler les ailes de kitesurf en objet du quotidien        | La brosse à dents, du luxe à l’indispensable !                 | Pourquoi dit-on : « revenir à nos moutons » ?                                                      |
| S1 E09 : Voyage au cœur de notre ventre                                    | Les probiotiques, un bon complément alimentaire ?                        | Recycler les ailes de kitesurf en objet du quotidien        | La brosse à dents, du luxe à l’indispensable !                 | Pourquoi dit-on : « revenir à nos moutons » ?                                                      |
| S1 E09 : Voyage au cœur de notre ventre                                    | Un microbiote équilibré : comment y parvenir ?                           | Recycler les ailes de kitesurf en objet du quotidien        | La brosse à dents, du luxe à l’indispensable !                 | Comment reconnaître un œuf frais d’un œuf dur ?                                                    |
| S1 E09 : Voyage au cœur de notre ventre                                    | Le microbiote : une véritable usine à gaz !                              | Recycler les ailes de kitesurf en objet du quotidien        | La brosse à dents, du luxe à l’indispensable !                 | Comment reconnaître un œuf frais d’un œuf dur ?                                                    |
| S1 E09 : Voyage au cœur de notre ventre                                    | Le microbiote : meilleur ami de votre système immunitaire                | Recycler les ailes de kitesurf en objet du quotidien        | La brosse à dents, du luxe à l’indispensable !                 | Comment reconnaître un œuf frais d’un œuf dur ?                                                    |
| S1 E10 : Pourquoi le vélo a-t-il la côte ?                                 | Le vélo : il avance sans perdre l’équilibre !                            | Une boîte de pois chiches pour deux recettes                | Le reflet caché du miroir                                      | Est-ce qu’un hélicoptère électrique ferait du bruit ?                                              |
| S1 E10 : Pourquoi le vélo a-t-il la côte ?                                 | Vélo, métro, kilo : ces mots tronqués                                    | Une boîte de pois chiches pour deux recettes                | Le reflet caché du miroir                                      | Est-ce qu’un hélicoptère électrique ferait du bruit ?                                              |
| S1 E10 : Pourquoi le vélo a-t-il la côte ?                                 | Pourquoi le vélo ne s’oublie pas ?                                       | Une boîte de pois chiches pour deux recettes                | Le reflet caché du miroir                                      | En quelle année a ouvert le premier restaurant ?                                                   |
| S1 E10 : Pourquoi le vélo a-t-il la côte ?                                 | Pédaler dans une ville polluée : est-ce une bonne idée ?                 | Une boîte de pois chiches pour deux recettes                | Le reflet caché du miroir                                      | En quelle année a ouvert le premier restaurant ?                                                   |
| S1 E10 : Pourquoi le vélo a-t-il la côte ?                                 | Faire du vélo : le secret pour vivre vieux !                             | Une boîte de pois chiches pour deux recettes                | Le reflet caché du miroir                                      | En quelle année a ouvert le premier restaurant ?                                                   |
| S1 E11 : Les femmes : le sexe fort                                         | Emmanuelle Charpentier : une généticienne haute couture                  | Il fait adopter des poules destinées à l’abattoir           | La canette, une invention "alu"-cinante !                      | Comment se forment les aurores boréales ?                                                          |
| S1 E11 : Les femmes : le sexe fort                                         | Les médicaments, c’est pas pour les filles !                             | Il fait adopter des poules destinées à l’abattoir           | La canette, une invention "alu"-cinante !                      | Comment se forment les aurores boréales ?                                                          |
| S1 E11 : Les femmes : le sexe fort                                         | Monarchie française : les femmes privées du trône                        | Il fait adopter des poules destinées à l’abattoir           | La canette, une invention "alu"-cinante !                      | D’où viennent les boutons d’acné ?                                                                 |
| S1 E11 : Les femmes : le sexe fort                                         | Femmes au foyer : elles valent de l’or !                                 | Il fait adopter des poules destinées à l’abattoir           | La canette, une invention "alu"-cinante !                      | D’où viennent les boutons d’acné ?                                                                 |
| S1 E11 : Les femmes : le sexe fort                                         | Les femmes occupent l’espace !                                           | Il fait adopter des poules destinées à l’abattoir           | La canette, une invention "alu"-cinante !                      | D’où viennent les boutons d’acné ?                                                                 |
| S1 E12 : Les pouvoirs extraordinaires des animaux                          | Miroir, mon beau miroir…                                                 | Une mine d’astuces pour alléger ses poubelles               | Le bas nylon fait de la résistance !                           | Pourquoi les flocons de neige sont-ils en forme d’étoile ?                                         |
| S1 E12 : Les pouvoirs extraordinaires des animaux                          | Les chats : moins bêtes qu’ils en ont l’air !                            | Une mine d’astuces pour alléger ses poubelles               | Le bas nylon fait de la résistance !                           | Pourquoi les flocons de neige sont-ils en forme d’étoile ?                                         |
| S1 E12 : Les pouvoirs extraordinaires des animaux                          | Le poulpe : le Einstein des aquariums !                                  | Une mine d’astuces pour alléger ses poubelles               | Le bas nylon fait de la résistance !                           | D’où vient l’expression "perdre la boule" ?                                                        |
| S1 E12 : Les pouvoirs extraordinaires des animaux                          | Les poissons : ils savent compter !                                      | Une mine d’astuces pour alléger ses poubelles               | Le bas nylon fait de la résistance !                           | D’où vient l’expression "perdre la boule" ?                                                        |
| S1 E12 : Les pouvoirs extraordinaires des animaux                          | Les orques : l’union fait l’intelligence !                               | Une mine d’astuces pour alléger ses poubelles               | Le bas nylon fait de la résistance !                           | D’où vient l’expression "perdre la boule" ?                                                        |
| S1 E13 : Les mathématiques, c’est fantastique !                            | Les Babyloniens : inventeurs des maths !                                 | Viens chez moi, j’habite dans une "micro-maison"            | Couscous : graine de semoule, graine de star !                 | Pourquoi dit-on un "froid de canard" ?                                                             |
| S1 E13 : Les mathématiques, c’est fantastique !                            | Pi : le nombre magique                                                   | Viens chez moi, j’habite dans une "micro-maison"            | Couscous : graine de semoule, graine de star !                 | Pourquoi dit-on un "froid de canard" ?                                                             |
| S1 E13 : Les mathématiques, c’est fantastique !                            | D’où viennent les symboles mathématiques ?                               | Viens chez moi, j’habite dans une "micro-maison"            | Couscous : graine de semoule, graine de star !                 | Pourquoi voit-on les veines à travers la peau ?                                                    |
| S1 E13 : Les mathématiques, c’est fantastique !                            | La bosse des maths : mythe ou réalité ?                                  | Viens chez moi, j’habite dans une "micro-maison"            | Couscous : graine de semoule, graine de star !                 | Pourquoi voit-on les veines à travers la peau ?                                                    |
| S1 E13 : Les mathématiques, c’est fantastique !                            | Pythagore : un allié pour monter votre armoire !                         | Viens chez moi, j’habite dans une "micro-maison"            | Couscous : graine de semoule, graine de star !                 | Pourquoi voit-on les veines à travers la peau ?                                                    |
| S1 E14 : Tsunami : quand la mer attaque la terre                           | Tsunami : un tremblement de mer…                                         | Adieu serviettes et tampons !                               | Aspirateur : une invention tirée par les "chevaux" !           | Pourquoi la Terre ne tourne-t-elle pas tout le temps à la même vitesse ?                           |
| S1 E14 : Tsunami : quand la mer attaque la terre                           | Mégatsunami : une vague cataclysmique !                                  | Adieu serviettes et tampons !                               | Aspirateur : une invention tirée par les "chevaux" !           | Pourquoi la Terre ne tourne-t-elle pas tout le temps à la même vitesse ?                           |
| S1 E14 : Tsunami : quand la mer attaque la terre                           | Les animaux peuvent-ils prévoir les tsunamis ?                           | Adieu serviettes et tampons !                               | Aspirateur : une invention tirée par les "chevaux" !           | Pourquoi la Terre ne tourne-t-elle pas tout le temps à la même vitesse ?                           |
| S1 E14 : Tsunami : quand la mer attaque la terre                           | Kanagawa : la vague qui a submergé l’art moderne !                       | Adieu serviettes et tampons !                               | Aspirateur : une invention tirée par les "chevaux" !           | Pourquoi la Terre ne tourne-t-elle pas tout le temps à la même vitesse ?                           |
| S1 E14 : Tsunami : quand la mer attaque la terre                           | Tsunami : peut-on les prévoir ?                                          | Adieu serviettes et tampons !                               | Aspirateur : une invention tirée par les "chevaux" !           | Pourquoi la Terre ne tourne-t-elle pas tout le temps à la même vitesse ?                           |
| S1 E15 : Avez-vous bien dormi ? Tout savoir sur le sommeil                 | Pourquoi dort-on ?                                                       | Le brocamole : un guacamole de brocoli                      | Le feu tricolore, une invention lumineuse !                    | Pourquoi une bougie dégage une odeur plus prononcée lorsqu’on l’éteint ?                           |
| S1 E15 : Avez-vous bien dormi ? Tout savoir sur le sommeil                 | La fabuleuse histoire du lit                                             | Le brocamole : un guacamole de brocoli                      | Le feu tricolore, une invention lumineuse !                    | Pourquoi une bougie dégage une odeur plus prononcée lorsqu’on l’éteint ?                           |
| S1 E15 : Avez-vous bien dormi ? Tout savoir sur le sommeil                 | Le sommeil : guide pratique                                              | Le brocamole : un guacamole de brocoli                      | Le feu tricolore, une invention lumineuse !                    | Pourquoi Pluton n’est plus intégrée au système solaire ?                                           |
| S1 E15 : Avez-vous bien dormi ? Tout savoir sur le sommeil                 | Le somnambulisme : une histoire à dormir debout !                        | Le brocamole : un guacamole de brocoli                      | Le feu tricolore, une invention lumineuse !                    | Pourquoi Pluton n’est plus intégrée au système solaire ?                                           |
| S1 E15 : Avez-vous bien dormi ? Tout savoir sur le sommeil                 | Pourquoi ronfle-t-on ?                                                   | Le brocamole : un guacamole de brocoli                      | Le feu tricolore, une invention lumineuse !                    | Pourquoi Pluton n’est plus intégrée au système solaire ?                                           |
| S1 E16 : Les Romains : on leur doit tout !                                 | Les Romains, des génies de l’urbanisme                                   | Des produits d’entretien à faire soi-même                   | Pomme de terre : du "poison" au légume favori                  | Pourquoi le sel empêche-t-il l’eau de geler ?                                                      |
| S1 E16 : Les Romains : on leur doit tout !                                 | Les Romains : de vrais puritains                                         | Des produits d’entretien à faire soi-même                   | Pomme de terre : du "poison" au légume favori                  | Pourquoi le sel empêche-t-il l’eau de geler ?                                                      |
| S1 E16 : Les Romains : on leur doit tout !                                 | Les Romains : maniaques de la propreté ?                                 | Des produits d’entretien à faire soi-même                   | Pomme de terre : du "poison" au légume favori                  | Pourquoi les oiseaux se déplacent en formant une flèche ?                                          |
| S1 E16 : Les Romains : on leur doit tout !                                 | La street food à Pompéi                                                  | Des produits d’entretien à faire soi-même                   | Pomme de terre : du "poison" au légume favori                  | Pourquoi les oiseaux se déplacent en formant une flèche ?                                          |
| S1 E16 : Les Romains : on leur doit tout !                                 | Les Romains : des accros aux jeux !                                      | Des produits d’entretien à faire soi-même                   | Pomme de terre : du "poison" au légume favori                  | Pourquoi les oiseaux se déplacent en formant une flèche ?                                          |
| S1 E17 : Einstein : un destin hors norme !                                 | E = mc2, qu’est-ce que cela signifie ?                                   | Une friperie itinérante contre la "fast fashion" !          | Les baskets : sport et mode, elles font la paire !             | Comment nos ancêtres ont découvert le feu ?                                                        |
| S1 E17 : Einstein : un destin hors norme !                                 | Comment Einstein a changé notre vie quotidienne ?                        | Une friperie itinérante contre la "fast fashion" !          | Les baskets : sport et mode, elles font la paire !             | Comment nos ancêtres ont découvert le feu ?                                                        |
| S1 E17 : Einstein : un destin hors norme !                                 | Einstein a-t-il contribué à la fabrication de la bombe atomique ?        | Une friperie itinérante contre la "fast fashion" !          | Les baskets : sport et mode, elles font la paire !             | Que se passerait-il si la couche d’ozone disparaissait ?                                           |
| S1 E17 : Einstein : un destin hors norme !                                 | Einstein : star de la pop culture !                                      | Une friperie itinérante contre la "fast fashion" !          | Les baskets : sport et mode, elles font la paire !             | Que se passerait-il si la couche d’ozone disparaissait ?                                           |
| S1 E17 : Einstein : un destin hors norme !                                 | Le cerveau d’Einstein est-il si spécial ?                                | Une friperie itinérante contre la "fast fashion" !          | Les baskets : sport et mode, elles font la paire !             | Que se passerait-il si la couche d’ozone disparaissait ?                                           |
| S1 E18 : Le chien : notre meilleur ami ?                                   | Le chien : l’héritier du loup                                            | L’urine comme engrais naturel !                             | Mouchoir : un carré à usages multiples                         | Quelle espèce animale est la plus nombreuse sur Terre ?                                            |
| S1 E18 : Le chien : notre meilleur ami ?                                   | Pourquoi les chiens se reniflent-ils ?                                   | L’urine comme engrais naturel !                             | Mouchoir : un carré à usages multiples                         | Quelle espèce animale est la plus nombreuse sur Terre ?                                            |
| S1 E18 : Le chien : notre meilleur ami ?                                   | Le chien : quel flair !                                                  | L’urine comme engrais naturel !                             | Mouchoir : un carré à usages multiples                         | Quelle espèce animale est la plus nombreuse sur Terre ?                                            |
| S1 E18 : Le chien : notre meilleur ami ?                                   | Nom d’un chien !                                                         | L’urine comme engrais naturel !                             | Mouchoir : un carré à usages multiples                         | Quelle espèce animale est la plus nombreuse sur Terre ?                                            |
| S1 E18 : Le chien : notre meilleur ami ?                                   | Nos chiens nous comprennent-ils ?                                        | L’urine comme engrais naturel !                             | Mouchoir : un carré à usages multiples                         | Quelle espèce animale est la plus nombreuse sur Terre ?                                            |
| S1 E19 : Le pétrole, peut-on s’en passer ?                                 | Le pétrole : d’où vient-il ?                                             | La peau de poisson, une alternative au cuir traditionnel    | Micro-ondes : le radar militaire "qui fait fondre"             | Pourquoi peut-on voir la Lune en plein jour ?                                                      |
| S1 E19 : Le pétrole, peut-on s’en passer ?                                 | Les usages antiques du pétrole                                           | La peau de poisson, une alternative au cuir traditionnel    | Micro-ondes : le radar militaire "qui fait fondre"             | Pourquoi peut-on voir la Lune en plein jour ?                                                      |
| S1 E19 : Le pétrole, peut-on s’en passer ?                                 | Comment transforme-t-on le pétrole en plastique ?                        | La peau de poisson, une alternative au cuir traditionnel    | Micro-ondes : le radar militaire "qui fait fondre"             | Pourquoi peut-on voir la Lune en plein jour ?                                                      |
| S1 E19 : Le pétrole, peut-on s’en passer ?                                 | Le laveur d’oiseaux !                                                    | La peau de poisson, une alternative au cuir traditionnel    | Micro-ondes : le radar militaire "qui fait fondre"             | Pourquoi peut-on voir la Lune en plein jour ?                                                      |
| S1 E19 : Le pétrole, peut-on s’en passer ?                                 | Le pétrole : peut-on s’en passer ?                                       | La peau de poisson, une alternative au cuir traditionnel    | Micro-ondes : le radar militaire "qui fait fondre"             | Pourquoi peut-on voir la Lune en plein jour ?                                                      |
| S1 E20 : Parlez-vous français ?                                            | Comment est née la langue française ?                                    | L’orange : un agrume, trois recettes                        | Le diamant : une histoire qui va vous éblouir !                | Peut-on rendre potable l’eau de mer ?                                                              |
| S1 E20 : Parlez-vous français ?                                            | L’anglais, c’est (aussi) du français !                                   | L’orange : un agrume, trois recettes                        | Le diamant : une histoire qui va vous éblouir !                | Peut-on rendre potable l’eau de mer ?                                                              |
| S1 E20 : Parlez-vous français ?                                            | Le Québec, une province francophone en Amérique du Nord                  | L’orange : un agrume, trois recettes                        | Le diamant : une histoire qui va vous éblouir !                | Pourquoi dit-on "à tes souhaits" lorsque quelqu’un éternue ?                                       |
| S1 E20 : Parlez-vous français ?                                            | Le français, une langue sexy ?                                           | L’orange : un agrume, trois recettes                        | Le diamant : une histoire qui va vous éblouir !                | Pourquoi dit-on "à tes souhaits" lorsque quelqu’un éternue ?                                       |
| S1 E20 : Parlez-vous français ?                                            | Le futur du français en Afrique !                                        | L’orange : un agrume, trois recettes                        | Le diamant : une histoire qui va vous éblouir !                | Pourquoi dit-on "à tes souhaits" lorsque quelqu’un éternue ?                                       |
| S1 E21 : L’eau : pourrions-nous en manquer ?                               | À la source de l’eau                                                     | Ils transforment nos déchets en engrais naturel             | Marinière : l’histoire d’une véritable aventurière             | Pourquoi dit-on "avoir le nez creux" ?                                                             |
| S1 E21 : L’eau : pourrions-nous en manquer ?                               | Trouver de l’eau : la chasse au trésor !                                 | Ils transforment nos déchets en engrais naturel             | Marinière : l’histoire d’une véritable aventurière             | Pourquoi dit-on "avoir le nez creux" ?                                                             |
| S1 E21 : L’eau : pourrions-nous en manquer ?                               | L’eau : un cycle millénaire                                              | Ils transforment nos déchets en engrais naturel             | Marinière : l’histoire d’une véritable aventurière             | De quoi est composé un aimant ?                                                                    |
| S1 E21 : L’eau : pourrions-nous en manquer ?                               | Pourquoi l’eau fait friser les cheveux ?                                 | Ils transforment nos déchets en engrais naturel             | Marinière : l’histoire d’une véritable aventurière             | De quoi est composé un aimant ?                                                                    |
| S1 E21 : L’eau : pourrions-nous en manquer ?                               | Boire : pas toujours simple pour les animaux ?                           | Ils transforment nos déchets en engrais naturel             | Marinière : l’histoire d’une véritable aventurière             | De quoi est composé un aimant ?                                                                    |
| S1 E22 : La météo est-elle fiable ?                                        | La météo : comment la prévoir ?                                          | Le combat écologique d’une championne olympique             | Dentifrice : une invention qui donne le sourire !              | Pourquoi les balles de golf ne sont-elles pas lisses ?                                             |
| S1 E22 : La météo est-elle fiable ?                                        | Faut-il croire les dictons de la météo ?                                 | Le combat écologique d’une championne olympique             | Dentifrice : une invention qui donne le sourire !              | Pourquoi les balles de golf ne sont-elles pas lisses ?                                             |
| S1 E22 : La météo est-elle fiable ?                                        | Des tornades en France ? C’est possible !                                | Le combat écologique d’une championne olympique             | Dentifrice : une invention qui donne le sourire !              | Pourquoi les balles de golf ne sont-elles pas lisses ?                                             |
| S1 E22 : La météo est-elle fiable ?                                        | Rhumatismes, douleur et météo                                            | Le combat écologique d’une championne olympique             | Dentifrice : une invention qui donne le sourire !              | Pourquoi les balles de golf ne sont-elles pas lisses ?                                             |
| S1 E22 : La météo est-elle fiable ?                                        | Les nouveaux nuages !                                                    | Le combat écologique d’une championne olympique             | Dentifrice : une invention qui donne le sourire !              | Pourquoi les balles de golf ne sont-elles pas lisses ?                                             |
| S1 E23 : Les drones attaquent !                                            | Drone : le taxi de demain ?                                              | Gaspillage alimentaire : l’application révolutionnaire      | La pizza à la conquête du monde !                              | Est-ce que le savon dessèche la peau ?                                                             |
| S1 E23 : Les drones attaquent !                                            | Le drone a déjà un siècle !                                              | Gaspillage alimentaire : l’application révolutionnaire      | La pizza à la conquête du monde !                              | Est-ce que le savon dessèche la peau ?                                                             |
| S1 E23 : Les drones attaquent !                                            | La livraison par drone                                                   | Gaspillage alimentaire : l’application révolutionnaire      | La pizza à la conquête du monde !                              | Que voient les chats quand ils se regardent dans un miroir ?                                       |
| S1 E23 : Les drones attaquent !                                            | Drones ou extraterrestres ?                                              | Gaspillage alimentaire : l’application révolutionnaire      | La pizza à la conquête du monde !                              | Que voient les chats quand ils se regardent dans un miroir ?                                       |
| S1 E23 : Les drones attaquent !                                            | Micro-drones : pourront-ils remplacer les abeilles ?                     | Gaspillage alimentaire : l’application révolutionnaire      | La pizza à la conquête du monde !                              | Que voient les chats quand ils se regardent dans un miroir ?                                       |
| S1 E24 : Les trésors du printemps                                          | Le printemps : c’est quoi ?                                              | La formule magique du vernis à ongles naturel               | Les lunettes de soleil, une histoire éblouissante !            | Pourquoi les oiseaux chantent-ils de bon matin ?                                                   |
| S1 E24 : Les trésors du printemps                                          | Salade, le printemps artificiel                                          | La formule magique du vernis à ongles naturel               | Les lunettes de soleil, une histoire éblouissante !            | Pourquoi les oiseaux chantent-ils de bon matin ?                                                   |
| S1 E24 : Les trésors du printemps                                          | Le printemps, la saison des amours !                                     | La formule magique du vernis à ongles naturel               | Les lunettes de soleil, une histoire éblouissante !            | Pourquoi les oiseaux chantent-ils de bon matin ?                                                   |
| S1 E24 : Les trésors du printemps                                          | Le printemps, saison des révolutions ?                                   | La formule magique du vernis à ongles naturel               | Les lunettes de soleil, une histoire éblouissante !            | Pourquoi les oiseaux chantent-ils de bon matin ?                                                   |
| S1 E24 : Les trésors du printemps                                          | Le printemps : la saison du pollen                                       | La formule magique du vernis à ongles naturel               | Les lunettes de soleil, une histoire éblouissante !            | Pourquoi les oiseaux chantent-ils de bon matin ?                                                   |
| S1 E25 : Heure d’été : ce qu’elle change pour nous                         | Qui a inventé le changement d’heure ?                                    | Tout est bon dans le mouton !                               | Les émojis : ce qu’ils nous racontent !                        | Pourquoi le lait qui bout, déborde-t-il ?                                                          |
| S1 E25 : Heure d’été : ce qu’elle change pour nous                         | Pourquoi l’heure est-elle divisée en 60 ?                                | Tout est bon dans le mouton !                               | Les émojis : ce qu’ils nous racontent !                        | D’où provient la chaleur que produit notre corps ?                                                 |
| S1 E25 : Heure d’été : ce qu’elle change pour nous                         | Comment fonctionne notre horloge biologique ?                            | Tout est bon dans le mouton !                               | Les émojis : ce qu’ils nous racontent !                        | D’où provient la chaleur que produit notre corps ?                                                 |
| S1 E25 : Heure d’été : ce qu’elle change pour nous                         | La machine à remonter le temps                                           | Tout est bon dans le mouton !                               | Les émojis : ce qu’ils nous racontent !                        | D’où provient la chaleur que produit notre corps ?                                                 |
| S1 E25 : Heure d’été : ce qu’elle change pour nous                         | Heure d’été, heure d’hiver : laquelle choisir ?                          | Tout est bon dans le mouton !                               | Les émojis : ce qu’ils nous racontent !                        | D’où provient la chaleur que produit notre corps ?                                                 |
| S1 E26 : Quels sont les secrets de notre voix ?                            | La voix : comment ça marche ?                                            | Le retour de la consigne pour les repas livrés à domicile   | L’épingle : utile et rebelle                                   | Quelle est l’origine du mot "croque-monsieur" ?                                                    |
| S1 E26 : Quels sont les secrets de notre voix ?                            | Voix : jusqu’où va-t-elle se percher ?                                   | Le retour de la consigne pour les repas livrés à domicile   | L’épingle : utile et rebelle                                   | Pourquoi certains animaux voient dans le noir ?                                                    |
| S1 E26 : Quels sont les secrets de notre voix ?                            | Les athlètes de la voix                                                  | Le retour de la consigne pour les repas livrés à domicile   | L’épingle : utile et rebelle                                   | Pourquoi certains animaux voient dans le noir ?                                                    |
| S1 E26 : Quels sont les secrets de notre voix ?                            | La mode de la "friture vocale"                                           | Le retour de la consigne pour les repas livrés à domicile   | L’épingle : utile et rebelle                                   | Pourquoi certains animaux voient dans le noir ?                                                    |
| S1 E26 : Quels sont les secrets de notre voix ?                            | Notre petite voix intérieure existe-t-elle vraiment ?                    | Le retour de la consigne pour les repas livrés à domicile   | L’épingle : utile et rebelle                                   | Pourquoi certains animaux voient dans le noir ?                                                    |
| S1 E27 : Le rire, une affaire sérieuse ?                                   | Que se passe-t-il quand on rit ?                                         | Sa maison suit le cycle du soleil                           | Mascara : des cils à toute épreuve !                           | Quel est ton vrai métier ?                                                                         |
| S1 E27 : Le rire, une affaire sérieuse ?                                   | Du rire… aux larmes !                                                    | Sa maison suit le cycle du soleil                           | Mascara : des cils à toute épreuve !                           | Pourquoi parle-t-on du "Pot au noir" ?                                                             |
| S1 E27 : Le rire, une affaire sérieuse ?                                   | Rire, c’est bon pour la santé !                                          | Sa maison suit le cycle du soleil                           | Mascara : des cils à toute épreuve !                           | Est-ce que l’on est aussi intelligent que l’Homme de Cro-Magnon ?                                  |
| S1 E27 : Le rire, une affaire sérieuse ?                                   | Morts de rire !                                                          | Sa maison suit le cycle du soleil                           | Mascara : des cils à toute épreuve !                           | Est-ce que l’on est aussi intelligent que l’Homme de Cro-Magnon ?                                  |
| S1 E27 : Le rire, une affaire sérieuse ?                                   | Les animaux rient-ils aussi ?                                            | Sa maison suit le cycle du soleil                           | Mascara : des cils à toute épreuve !                           | Est-ce que l’on est aussi intelligent que l’Homme de Cro-Magnon ?                                  |
| S1 E28 : La fabuleuse histoire de la tour Eiffel                           | Tour Eiffel : la naissance d’un mythe                                    | Nos matelas ont du ressort !                                | L’origine des pâtes : la fin d’un mythe !                      | Pourquoi les carottes sont-elles orange ?                                                          |
| S1 E28 : La fabuleuse histoire de la tour Eiffel                           | La tour Eiffel a la bougeotte !                                          | Nos matelas ont du ressort !                                | L’origine des pâtes : la fin d’un mythe !                      | Pourquoi les carottes sont-elles orange ?                                                          |
| S1 E28 : La fabuleuse histoire de la tour Eiffel                           | Comment la radio a-t-elle sauvé la tour Eiffel ?                         | Nos matelas ont du ressort !                                | L’origine des pâtes : la fin d’un mythe !                      | Pourquoi les carottes sont-elles orange ?                                                          |
| S1 E28 : La fabuleuse histoire de la tour Eiffel                           | Escroquerie : l’homme qui a vendu la tour Eiffel                         | Nos matelas ont du ressort !                                | L’origine des pâtes : la fin d’un mythe !                      | Pourquoi les carottes sont-elles orange ?                                                          |
| S1 E28 : La fabuleuse histoire de la tour Eiffel                           | Le 20e lifting de la tour Eiffel                                         | Nos matelas ont du ressort !                                | L’origine des pâtes : la fin d’un mythe !                      | Pourquoi les carottes sont-elles orange ?                                                          |
| S1 E29 : Poissons d’avril !                                                | Poissons d’avril : d’où viennent-ils ?                                   | Cantine scolaire : le bio sur un plateau !                  | Les humoristes : une drôle d’histoire                          | D’où vient l’éclair en pâtisserie ?                                                                |
| S1 E29 : Poissons d’avril !                                                | Les poissons savent compter !                                            | Cantine scolaire : le bio sur un plateau !                  | Les humoristes : une drôle d’histoire                          | Pourquoi dit-on d’un homme qu’il est un don Juan ?                                                 |
| S1 E29 : Poissons d’avril !                                                | Nos ancêtres les poissons                                                | Cantine scolaire : le bio sur un plateau !                  | Les humoristes : une drôle d’histoire                          | Pourquoi dit-on d’un homme qu’il est un don Juan ?                                                 |
| S1 E29 : Poissons d’avril !                                                | Le poisson qui a inventé l’ampoule                                       | Cantine scolaire : le bio sur un plateau !                  | Les humoristes : une drôle d’histoire                          | Pourquoi dit-on d’un homme qu’il est un don Juan ?                                                 |
| S1 E29 : Poissons d’avril !                                                | Les super pouvoirs des poissons                                          | Cantine scolaire : le bio sur un plateau !                  | Les humoristes : une drôle d’histoire                          | Pourquoi dit-on d’un homme qu’il est un don Juan ?                                                 |
| S1 E30 : Faut-il y croire aux fantômes ?                                   | Les fantômes : pourquoi y croit-on ?                                     | Comment cuisiner les restes du poireau ?                    | Litière : "chat-pot" l’invention !                             | Qui a inventé le thermomètre ?                                                                     |
| S1 E30 : Faut-il y croire aux fantômes ?                                   | Esprit, es-tu là ?                                                       | Comment cuisiner les restes du poireau ?                    | Litière : "chat-pot" l’invention !                             | Qui a inventé le thermomètre ?                                                                     |
| S1 E30 : Faut-il y croire aux fantômes ?                                   | L’histoire vraie du Fantôme de l’Opéra                                   | Comment cuisiner les restes du poireau ?                    | Litière : "chat-pot" l’invention !                             | Qui a inventé le thermomètre ?                                                                     |
| S1 E30 : Faut-il y croire aux fantômes ?                                   | Escroquerie : la photo avec fantôme                                      | Comment cuisiner les restes du poireau ?                    | Litière : "chat-pot" l’invention !                             | Qui a inventé le thermomètre ?                                                                     |
| S1 E30 : Faut-il y croire aux fantômes ?                                   | Les fantômes expliqués par la science                                    | Comment cuisiner les restes du poireau ?                    | Litière : "chat-pot" l’invention !                             | Qui a inventé le thermomètre ?                                                                     |
|                                                                            |                                                                          |                                                             |                                                                | #DISJAMY                                                                                           |
| S1 E31 : Dinosaures superstars !                                           | Ces dinosaures qui valent des fortunes                                   | Une ferme urbaine dans un parking                           | L’ascenseur : une histoire qui remonte !                       | Pourquoi tire-t-on la langue pour se concentrer ?                                                  |
| S1 E31 : Dinosaures superstars !                                           | Le dino, la star des enfants ?                                           | Une ferme urbaine dans un parking                           | L’ascenseur : une histoire qui remonte !                       | Pourquoi tire-t-on la langue pour se concentrer ?                                                  |
| S1 E31 : Dinosaures superstars !                                           | Dinosaures : les vraies raisons de leur disparition                      | Une ferme urbaine dans un parking                           | L’ascenseur : une histoire qui remonte !                       | C’est quoi des mesures draconiennes ?                                                              |
| S1 E31 : Dinosaures superstars !                                           | Des dinosaures de toutes les couleurs                                    | Une ferme urbaine dans un parking                           | L’ascenseur : une histoire qui remonte !                       | C’est quoi des mesures draconiennes ?                                                              |
| S1 E31 : Dinosaures superstars !                                           | Attention, dinosaures très méchants !                                    | Une ferme urbaine dans un parking                           | L’ascenseur : une histoire qui remonte !                       | C’est quoi des mesures draconiennes ?                                                              |
| S1 E32 : La folie des cartes à jouer                                       | L’origine des cartes à jouer                                             | Un matériau révolutionnaire à base de coquillages           | La frite : une histoire belge ?                                | Pourquoi l’urine est-elle jaune ?                                                                  |
| S1 E32 : La folie des cartes à jouer                                       | La Cardistrie, l’art de distribuer les cartes                            | Un matériau révolutionnaire à base de coquillages           | La frite : une histoire belge ?                                | Pourquoi l’urine est-elle jaune ?                                                                  |
| S1 E32 : La folie des cartes à jouer                                       | Les cartes, un art divinatoire ?                                         | Un matériau révolutionnaire à base de coquillages           | La frite : une histoire belge ?                                | Pourquoi l’urine est-elle jaune ?                                                                  |
| S1 E32 : La folie des cartes à jouer                                       | Pourquoi est-on accro aux jeux ?                                         | Un matériau révolutionnaire à base de coquillages           | La frite : une histoire belge ?                                | Pourquoi l’urine est-elle jaune ?                                                                  |
| S1 E32 : La folie des cartes à jouer                                       | Le Joker, de la carte au personnage de pop culture                       | Un matériau révolutionnaire à base de coquillages           | La frite : une histoire belge ?                                | Pourquoi l’urine est-elle jaune ?                                                                  |
| S1 E33 : Les secrets de la police scientifique                             | La police scientifique, une histoire française                           | Vaisselle, toilettes : comment récupérer l’eau de pluie ?   | Soutien-gorge : ami ou ennemi ?                                | Pourquoi la mer est-elle salée ?                                                                   |
| S1 E33 : Les secrets de la police scientifique                             | Pourquoi les empreintes digitales sont-elles uniques ?                   | Vaisselle, toilettes : comment récupérer l’eau de pluie ?   | Soutien-gorge : ami ou ennemi ?                                | Pourquoi la mer est-elle salée ?                                                                   |
| S1 E33 : Les secrets de la police scientifique                             | Le portrait-robot génétique                                              | Vaisselle, toilettes : comment récupérer l’eau de pluie ?   | Soutien-gorge : ami ou ennemi ?                                | Pourquoi dit-on "ça ne mange pas de pain" ?                                                        |
| S1 E33 : Les secrets de la police scientifique                             | Peut-on déjouer un détecteur de mensonge ?                               | Vaisselle, toilettes : comment récupérer l’eau de pluie ?   | Soutien-gorge : ami ou ennemi ?                                | Pourquoi dit-on "ça ne mange pas de pain" ?                                                        |
| S1 E33 : Les secrets de la police scientifique                             | La preuve par l’odeur                                                    | Vaisselle, toilettes : comment récupérer l’eau de pluie ?   | Soutien-gorge : ami ou ennemi ?                                | Pourquoi dit-on "ça ne mange pas de pain" ?                                                        |
| S1 E34 : La fabuleuse histoire de Marie Curie                              | Marie Curie : le parcours d’une combattante                              | Des lunettes en plastique recyclé                           | La platine vinyle, le son de la nostalgie !                    | Pourquoi porte-t-on une alliance ?                                                                 |
| S1 E34 : La fabuleuse histoire de Marie Curie                              | L’effet Matilda : quand la science ignore les femmes !                   | Des lunettes en plastique recyclé                           | La platine vinyle, le son de la nostalgie !                    | Pourquoi porte-t-on une alliance ?                                                                 |
| S1 E34 : La fabuleuse histoire de Marie Curie                              | Marie Curie : pionnière du traitement contre le cancer                   | Des lunettes en plastique recyclé                           | La platine vinyle, le son de la nostalgie !                    | Pourquoi porte-t-on une alliance ?                                                                 |
| S1 E34 : La fabuleuse histoire de Marie Curie                              | Les gauchers sont-ils des génies ?                                       | Des lunettes en plastique recyclé                           | La platine vinyle, le son de la nostalgie !                    | Pourquoi porte-t-on une alliance ?                                                                 |
| S1 E34 : La fabuleuse histoire de Marie Curie                              | La face obscure du radium                                                | Des lunettes en plastique recyclé                           | La platine vinyle, le son de la nostalgie !                    | Pourquoi porte-t-on une alliance ?                                                                 |
| S1 E35 : Le retour du baiser ?                                             | Pourquoi s’embrasse-t-on ?                                               | Trois recettes qui donnent la banane                        | Carte postale : le carton voyageur !                           | Pourquoi dit-on "il y a anguille sous roche" ?                                                     |
| S1 E35 : Le retour du baiser ?                                             | Kisspeptine : une hormone du désir                                       | Trois recettes qui donnent la banane                        | Carte postale : le carton voyageur !                           | Pourquoi dit-on "il y a anguille sous roche" ?                                                     |
| S1 E35 : Le retour du baiser ?                                             | Les dessous du "french kiss" !                                           | Trois recettes qui donnent la banane                        | Carte postale : le carton voyageur !                           | Pourquoi y a-t-il des trous dans le pain ?                                                         |
| S1 E35 : Le retour du baiser ?                                             | Art : le baiser, agent provocateur                                       | Trois recettes qui donnent la banane                        | Carte postale : le carton voyageur !                           | Pourquoi y a-t-il des trous dans le pain ?                                                         |
| S1 E35 : Le retour du baiser ?                                             | Les bisous du monde entier                                               | Trois recettes qui donnent la banane                        | Carte postale : le carton voyageur !                           | Pourquoi y a-t-il des trous dans le pain ?                                                         |
| S1 E36 : La ruée vers l’espace                                             | Comment avons-nous conquis l’espace ?                                    | Mon supermarché m’appartient !                              | Le perfecto, blouson rebelle ?                                 | D’où vient l’expression "pleurer des larmes de crocodile" ?                                        |
| S1 E36 : La ruée vers l’espace                                             | Sondes : vers l’infini et au-delà ?                                      | Mon supermarché m’appartient !                              | Le perfecto, blouson rebelle ?                                 | D’où vient l’expression "pleurer des larmes de crocodile" ?                                        |
| S1 E36 : La ruée vers l’espace                                             | La nouvelle guerre des étoiles !                                         | Mon supermarché m’appartient !                              | Le perfecto, blouson rebelle ?                                 | D’où vient l’expression "pleurer des larmes de crocodile" ?                                        |
| S1 E36 : La ruée vers l’espace                                             | Quand les milliardaires se paient l’espace !                             | Mon supermarché m’appartient !                              | Le perfecto, blouson rebelle ?                                 | D’où vient l’expression "pleurer des larmes de crocodile" ?                                        |
| S1 E36 : La ruée vers l’espace                                             | L’espace devient-il notre poubelle ?                                     | Mon supermarché m’appartient !                              | Le perfecto, blouson rebelle ?                                 | D’où vient l’expression "pleurer des larmes de crocodile" ?                                        |
| S1 E37 : Les sites les plus mystérieux de la Terre                         | Pérou : un mystère tombé du ciel !                                       | Bretagne : le yaourt qui change tout !                      | Le rouge à lèvres : l’histoire d’un tube !                     | Pourquoi les girafes ont-elles la langue bleue ?                                                   |
| S1 E37 : Les sites les plus mystérieux de la Terre                         | Le chat, ce demi-dieu !                                                  | Bretagne : le yaourt qui change tout !                      | Le rouge à lèvres : l’histoire d’un tube !                     | Pourquoi les girafes ont-elles la langue bleue ?                                                   |
| S1 E37 : Les sites les plus mystérieux de la Terre                         | Les mystères de l’Île de Pâques                                          | Bretagne : le yaourt qui change tout !                      | Le rouge à lèvres : l’histoire d’un tube !                     | Pourquoi les girafes ont-elles la langue bleue ?                                                   |
| S1 E37 : Les sites les plus mystérieux de la Terre                         | Les secrets du triangle des Bermudes                                     | Bretagne : le yaourt qui change tout !                      | Le rouge à lèvres : l’histoire d’un tube !                     | Pourquoi les girafes ont-elles la langue bleue ?                                                   |
| S1 E37 : Les sites les plus mystérieux de la Terre                         | Stonehenge : l’œuvre de géants ?                                         | Bretagne : le yaourt qui change tout !                      | Le rouge à lèvres : l’histoire d’un tube !                     | Pourquoi les girafes ont-elles la langue bleue ?                                                   |
| S1 E38 : Titanic : les dernières révélations                               | La légende de l’orchestre du Titanic                                     | Jamais sans ma gourde                                       | Le thé, une infusion d’idées !                                 | Pourquoi dit-on "monter sur ses grands chevaux" ?                                                  |
| S1 E38 : Titanic : les dernières révélations                               | Titanic : les coulisses d’un tournage hors normes !                      | Jamais sans ma gourde                                       | Le thé, une infusion d’idées !                                 | Comment fonctionne la technologie tactile ?                                                        |
| S1 E38 : Titanic : les dernières révélations                               | Comment a-t-on retrouvé l’épave du Titanic ?                             | Jamais sans ma gourde                                       | Le thé, une infusion d’idées !                                 | Pourquoi a-t-on plus envie d’uriner lorsqu’il fait froid ?                                         |
| S1 E38 : Titanic : les dernières révélations                               | Titanic : l’épave de toutes les convoitises                              | Jamais sans ma gourde                                       | Le thé, une infusion d’idées !                                 | Pourquoi a-t-on plus envie d’uriner lorsqu’il fait froid ?                                         |
| S1 E39 : Mozart : un génie immortel ?                                      | Mozart : comment un enfant est-il devenu un génie ?                      | Nos vieux vêtements, c’est du béton !                       | La bouteille en plastique : fantastique ou dramatique ?        | D’où vient l’expression "huile de coude" ?                                                         |
| S1 E39 : Mozart : un génie immortel ?                                      | Écouter du Mozart rend-il plus intelligent ?                             | Nos vieux vêtements, c’est du béton !                       | La bouteille en plastique : fantastique ou dramatique ?        | D’où vient l’expression "huile de coude" ?                                                         |
| S1 E39 : Mozart : un génie immortel ?                                      | Mozart : la magie de l’oreille absolue !                                 | Nos vieux vêtements, c’est du béton !                       | La bouteille en plastique : fantastique ou dramatique ?        | Pourquoi les chauves-souris se tiennent-elles la tête en bas ?                                     |
| S1 E39 : Mozart : un génie immortel ?                                      | Mozart : la première pop star !                                          | Nos vieux vêtements, c’est du béton !                       | La bouteille en plastique : fantastique ou dramatique ?        | Pourquoi les chauves-souris se tiennent-elles la tête en bas ?                                     |
| S1 E39 : Mozart : un génie immortel ?                                      | Mozart : les secrets d’un homme-orchestre                                | Nos vieux vêtements, c’est du béton !                       | La bouteille en plastique : fantastique ou dramatique ?        | Pourquoi les chauves-souris se tiennent-elles la tête en bas ?                                     |
| S1 E40 : La peur, notre alliée ?                                           | La peur, c’est quoi ?                                                    | Profiter de la pomme, de la peau au trognon !               | L’Opéra Garnier, un monument d’histoire                        | Comment fonctionnent les gommes ?                                                                  |
| S1 E40 : La peur, notre alliée ?                                           | Pourquoi crie-t-on quand on a peur ?                                     | Profiter de la pomme, de la peau au trognon !               | L’Opéra Garnier, un monument d’histoire                        | Comment fonctionnent les gommes ?                                                                  |
| S1 E40 : La peur, notre alliée ?                                           | 1789 : comment la peur a changé l’Histoire !                             | Profiter de la pomme, de la peau au trognon !               | L’Opéra Garnier, un monument d’histoire                        | La queue du lézard repousse-t-elle vraiment ?                                                      |
| S1 E40 : La peur, notre alliée ?                                           | Quand la musique veut nous faire peur !                                  | Profiter de la pomme, de la peau au trognon !               | L’Opéra Garnier, un monument d’histoire                        | La queue du lézard repousse-t-elle vraiment ?                                                      |
| S1 E40 : La peur, notre alliée ?                                           | Les phobies, comment ça marche ?                                         | Profiter de la pomme, de la peau au trognon !               | L’Opéra Garnier, un monument d’histoire                        | La queue du lézard repousse-t-elle vraiment ?                                                      |
| S1 E41 : Pourquoi les volcans se réveillent-ils ?                          | Pourquoi l’Etna est-il si souvent en éruption ?                          | Des meubles en mégots de cigarettes !                       | Le chewing-gum à 150 ans !                                     | Pourquoi dit-on "jamais deux sans trois" ?                                                         |
| S1 E41 : Pourquoi les volcans se réveillent-ils ?                          | L’histoire du volcan le plus meurtrier du XXe siècle                     | Des meubles en mégots de cigarettes !                       | Le chewing-gum à 150 ans !                                     | Pourquoi dit-on "jamais deux sans trois" ?                                                         |
| S1 E41 : Pourquoi les volcans se réveillent-ils ?                          | Pourquoi les volcans sont-ils à l’origine de la vie ?                    | Des meubles en mégots de cigarettes !                       | Le chewing-gum à 150 ans !                                     | Pourquoi, en Méditerranée, les marées sont imperceptibles ?                                        |
| S1 E41 : Pourquoi les volcans se réveillent-ils ?                          | Comment les volcans ont-ils refroidi la Terre ?                          | Des meubles en mégots de cigarettes !                       | Le chewing-gum à 150 ans !                                     | Pourquoi, en Méditerranée, les marées sont imperceptibles ?                                        |
| S1 E41 : Pourquoi les volcans se réveillent-ils ?                          | Pourquoi les Hommes vivent-ils près des volcans ?                        | Des meubles en mégots de cigarettes !                       | Le chewing-gum à 150 ans !                                     | Pourquoi, en Méditerranée, les marées sont imperceptibles ?                                        |
| S1 E42 : Commandant Pesquet : sa nouvelle conquête de l’espace ! (Spécial) | Thomas Pesquet, en route pour son deuxième vol dans l’espace             | Quand la lumière nous pollue !                              |                                                                | D’où vient l’expression "faire des plans sur la comète" ?                                          |
| S1 E42 : Commandant Pesquet : sa nouvelle conquête de l’espace ! (Spécial) | Thomas Pesquet : de la Normandie aux étoiles !                           | Quand la lumière nous pollue !                              |                                                                | D’où vient l’expression "faire des plans sur la comète" ?                                          |
| S1 E42 : Commandant Pesquet : sa nouvelle conquête de l’espace ! (Spécial) | Thomas Pesquet, un entraînement à toute épreuve                          | Quand la lumière nous pollue !                              |                                                                | D’où vient l’expression "faire des plans sur la comète" ?                                          |
| S1 E42 : Commandant Pesquet : sa nouvelle conquête de l’espace ! (Spécial) | Thomas Pesquet, du rêve à la réalité                                     | Quand la lumière nous pollue !                              |                                                                | D’où vient l’expression "faire des plans sur la comète" ?                                          |
| S1 E42 : Commandant Pesquet : sa nouvelle conquête de l’espace ! (Spécial) | Mission Pesquet : un voyage à haut risque ?                              | Quand la lumière nous pollue !                              | Pourquoi, la nuit en voiture, croit-on que la Lune nous suit ? | |
| S1 E42 : Commandant Pesquet : sa nouvelle conquête de l’espace ! (Spécial) | La station spatiale internationale, un laboratoire dans l’espace         | Quand la lumière nous pollue !                              | Pourquoi, la nuit en voiture, croit-on que la Lune nous suit ? | |
| S1 E42 : Commandant Pesquet : sa nouvelle conquête de l’espace ! (Spécial) | Comment va se passer le voyage de Thomas Pesquet ?                       | Quand la lumière nous pollue !                              | Pourquoi, la nuit en voiture, croit-on que la Lune nous suit ? | |
| S1 E42 : Commandant Pesquet : sa nouvelle conquête de l’espace ! (Spécial) | À quoi va ressembler la vie de Thomas Pesquet dans l’espace ?            | Quand la lumière nous pollue !                              | Pourquoi, la nuit en voiture, croit-on que la Lune nous suit ? | |
| S1 E43 : L’œil, comment ça marche ?                                        | L’œil, comment ça marche ?                                               | Mode écolo : des baskets à base de raisin !                 | Autotune : l’invention qui sonne juste !                       | D’où vient l’expression "casser du sucre sur le dos" ?                                             |
| S1 E43 : L’œil, comment ça marche ?                                        | L’œil, un organe imparfait ?                                             | Mode écolo : des baskets à base de raisin !                 | Autotune : l’invention qui sonne juste !                       | D’où vient l’expression "casser du sucre sur le dos" ?                                             |
| S1 E43 : L’œil, comment ça marche ?                                        | Que voient les animaux ?                                                 | Mode écolo : des baskets à base de raisin !                 | Autotune : l’invention qui sonne juste !                       | Pourquoi dit-on que la carotte colore les peaux claires ?                                          |
| S1 E43 : L’œil, comment ça marche ?                                        | Quand le maquillage des yeux fait polémique !                            | Mode écolo : des baskets à base de raisin !                 | Autotune : l’invention qui sonne juste !                       | Pourquoi dit-on que la carotte colore les peaux claires ?                                          |
| S1 E43 : L’œil, comment ça marche ?                                        | Nos yeux : le vrai du faux ?                                             | Mode écolo : des baskets à base de raisin !                 | Autotune : l’invention qui sonne juste !                       | Pourquoi dit-on que la carotte colore les peaux claires ?                                          |
| S1 E44 : L’incroyable épopée de la Joconde                                 | Pourquoi la Joconde est-elle à Paris ?                                   | Autour de nous, des objets à donner !                       | L’affiche ou l’art de vendre                                   | Pourquoi dit-on "dormir en chien de fusil" ?                                                       |
| S1 E44 : L’incroyable épopée de la Joconde                                 | Léonard de Vinci, le roi de la décalcomanie ?                            | Autour de nous, des objets à donner !                       | L’affiche ou l’art de vendre                                   | Pourquoi dit-on "dormir en chien de fusil" ?                                                       |
| S1 E44 : L’incroyable épopée de la Joconde                                 | Qui est réellement la Joconde ?                                          | Autour de nous, des objets à donner !                       | L’affiche ou l’art de vendre                                   | Pourquoi dit-on "dormir en chien de fusil" ?                                                       |
| S1 E44 : L’incroyable épopée de la Joconde                                 | Comment la Joconde est-elle protégée des voleurs ?                       | Autour de nous, des objets à donner !                       | L’affiche ou l’art de vendre                                   | Pourquoi dit-on "dormir en chien de fusil" ?                                                       |
| S1 E44 : L’incroyable épopée de la Joconde                                 | La Joconde : le tableau le plus célèbre du monde ?                       | Autour de nous, des objets à donner !                       | L’affiche ou l’art de vendre                                   | Pourquoi dit-on "dormir en chien de fusil" ?                                                       |
| S1 E45 : Le printemps, la saison des allergies !                           | Comment la météo influe-t-elle sur les allergies ?                       | Échec scolaire : la solution verte !                        | Mini-jupe, maxi débat !                                        | Pourquoi dit-on "heureux comme un poisson dans l’eau" ?                                            |
| S1 E45 : Le printemps, la saison des allergies !                           | Comment gérer une crise d’allergie ?                                     | Échec scolaire : la solution verte !                        | Mini-jupe, maxi débat !                                        | Quelle est la différence entre un pingouin et un manchot ?                                         |
| S1 E45 : Le printemps, la saison des allergies !                           | Allergie : pourquoi le danger est aussi dans notre assiette ?            | Échec scolaire : la solution verte !                        | Mini-jupe, maxi débat !                                        | Quelle est la différence entre un pingouin et un manchot ?                                         |
| S1 E45 : Le printemps, la saison des allergies !                           | L’intolérance au gluten, vraiment ?                                      | Échec scolaire : la solution verte !                        | Mini-jupe, maxi débat !                                        | À partir de quelle température peut-on se brûler ?                                                 |
| S1 E45 : Le printemps, la saison des allergies !                           | Allergie au chat : la solution !                                         | Échec scolaire : la solution verte !                        | Mini-jupe, maxi débat !                                        | À partir de quelle température peut-on se brûler ?                                                 |
| S1 E46 : L’histoire secrète du Mont-Saint-Michel                           | Comment s’est construit le Mont-Saint-Michel ?                           | Mon épicerie sur un vélo !                                  | Tee-shirt : quand un dessous prend le dessus                   | Pourquoi dit-on "voir 36 chandelles" ?                                                             |
| S1 E46 : L’histoire secrète du Mont-Saint-Michel                           | Le Mont-Saint-Michel : normand ou breton ?                               | Mon épicerie sur un vélo !                                  | Tee-shirt : quand un dessous prend le dessus                   | Pourquoi dit-on "voir 36 chandelles" ?                                                             |
| S1 E46 : L’histoire secrète du Mont-Saint-Michel                           | Le Mont-Saint-Michel, un ancien volcan ?                                 | Mon épicerie sur un vélo !                                  | Tee-shirt : quand un dessous prend le dessus                   | Comment notre corps gère-t-il l’eau que nous buvons ?                                              |
| S1 E46 : L’histoire secrète du Mont-Saint-Michel                           | Les sables mouvants, comment ça marche ?                                 | Mon épicerie sur un vélo !                                  | Tee-shirt : quand un dessous prend le dessus                   | Comment notre corps gère-t-il l’eau que nous buvons ?                                              |
| S1 E46 : L’histoire secrète du Mont-Saint-Michel                           | Mont-Saint-Michel : pourquoi la mer monte-t-elle si vite ?               | Mon épicerie sur un vélo !                                  | Tee-shirt : quand un dessous prend le dessus                   | Comment notre corps gère-t-il l’eau que nous buvons ?                                              |
| S1 E47 : Météorites : sommes-nous menacés ?                                | D’où viennent les météorites ?                                           | Planter des fleurs pour sauver nos abeilles                 | Surgelés : histoire d’une révolution                           | Pourquoi les ours polaires n’ont-ils pas froid ?                                                   |
| S1 E47 : Météorites : sommes-nous menacés ?                                | Étoiles filantes : pourquoi fait-on un vœu ?                             | Planter des fleurs pour sauver nos abeilles                 | Surgelés : histoire d’une révolution                           | Pourquoi les ours polaires n’ont-ils pas froid ?                                                   |
| S1 E47 : Météorites : sommes-nous menacés ?                                | Et si une météorite percutait la Terre ?                                 | Planter des fleurs pour sauver nos abeilles                 | Surgelés : histoire d’une révolution                           | Dans une voiture, ne risque-t-on pas d’être foudroyé ?                                             |
| S1 E47 : Météorites : sommes-nous menacés ?                                | D’où viennent les étoiles filantes ?                                     | Planter des fleurs pour sauver nos abeilles                 | Surgelés : histoire d’une révolution                           | Dans une voiture, ne risque-t-on pas d’être foudroyé ?                                             |
| S1 E47 : Météorites : sommes-nous menacés ?                                | Météorites : des cailloux qui valent des millions !                      | Planter des fleurs pour sauver nos abeilles                 | Surgelés : histoire d’une révolution                           | Dans une voiture, ne risque-t-on pas d’être foudroyé ?                                             |
| S1 E48 : Molière, le roi de la provoc’ !                                   | Molière : comment est-il devenu une star ?                               | Faire sa lessive avec de la cendre !                        | Hamburger : pas si américain !                                 | Pourquoi dit-on que "la carotte rend aimable" ?                                                    |
| S1 E48 : Molière, le roi de la provoc’ !                                   | Que signifient les injures de Molière ?                                  | Faire sa lessive avec de la cendre !                        | Hamburger : pas si américain !                                 | Pourquoi dit-on que "la carotte rend aimable" ?                                                    |
| S1 E48 : Molière, le roi de la provoc’ !                                   | Molière, le roi de la provoc’ !                                          | Faire sa lessive avec de la cendre !                        | Hamburger : pas si américain !                                 | Pourquoi dit-on que "la carotte rend aimable" ?                                                    |
| S1 E48 : Molière, le roi de la provoc’ !                                   | Tartuffe, le roi des hypocrites !                                        | Faire sa lessive avec de la cendre !                        | Hamburger : pas si américain !                                 | Pourquoi dit-on que "la carotte rend aimable" ?                                                    |
| S1 E48 : Molière, le roi de la provoc’ !                                   | Molière : est-il l’auteur de ses pièces ?                                | Faire sa lessive avec de la cendre !                        | Hamburger : pas si américain !                                 | Pourquoi dit-on que "la carotte rend aimable" ?                                                    |
| S1 E49 : Les pouvoirs extraordinaires du cœur                              | Le cœur : comment fonctionne-t-il ?                                      | Recycler des pneus de vélo en ceintures                     | Erasmus, l’histoire d’un succès européen !                     | D’où vient le nom "Europe " donné au continent ?                                                   |
| S1 E49 : Les pouvoirs extraordinaires du cœur                              | Pourquoi le cœur est-il à gauche ?                                       | Recycler des pneus de vélo en ceintures                     | Erasmus, l’histoire d’un succès européen !                     | D’où vient le nom "Europe " donné au continent ?                                                   |
| S1 E49 : Les pouvoirs extraordinaires du cœur                              | L’histoire incroyable de la première greffe du cœur !                    | Recycler des pneus de vélo en ceintures                     | Erasmus, l’histoire d’un succès européen !                     | Pourquoi les dents de lait tombent-elles ?                                                         |
| S1 E49 : Les pouvoirs extraordinaires du cœur                              | D’où vient le symbole "cœur" ?                                           | Recycler des pneus de vélo en ceintures                     | Erasmus, l’histoire d’un succès européen !                     | Pourquoi les dents de lait tombent-elles ?                                                         |
| S1 E49 : Les pouvoirs extraordinaires du cœur                              | Les émotions viennent-elles du cœur ?                                    | Recycler des pneus de vélo en ceintures                     | Erasmus, l’histoire d’un succès européen !                     | Pourquoi les dents de lait tombent-elles ?                                                         |
| S1 E50 : Napoléon : une vie pour un empire                                 | Napoléon : une ascension fulgurante ?                                    | Des casquettes "tendance" à partir de matériaux recyclés    | Légion d’honneur : l’incroyable histoire du ruban rouge        | À quoi correspondent les étoiles du drapeau européen ?                                             |
| S1 E50 : Napoléon : une vie pour un empire                                 | Napoléon, empereur de la com’ !                                          | Des casquettes "tendance" à partir de matériaux recyclés    | Légion d’honneur : l’incroyable histoire du ruban rouge        | À quoi correspondent les étoiles du drapeau européen ?                                             |
| S1 E50 : Napoléon : une vie pour un empire                                 | Comment un Français a-t-il conquis l’Europe ?                            | Des casquettes "tendance" à partir de matériaux recyclés    | Légion d’honneur : l’incroyable histoire du ruban rouge        | À quoi correspondent les étoiles du drapeau européen ?                                             |
| S1 E50 : Napoléon : une vie pour un empire                                 | Napoléon repose-t-il vraiment dans son tombeau ?                         | Des casquettes "tendance" à partir de matériaux recyclés    | Légion d’honneur : l’incroyable histoire du ruban rouge        | À quoi correspondent les étoiles du drapeau européen ?                                             |
| S1 E50 : Napoléon : une vie pour un empire                                 | L’incroyable héritage de Napoléon                                        | Des casquettes "tendance" à partir de matériaux recyclés    | Légion d’honneur : l’incroyable histoire du ruban rouge        | À quoi correspondent les étoiles du drapeau européen ?                                             |
| S1 E51 : Inondations : sommes-nous bien protégés ?                         | Crue de 1910 : comment Paris a-t-elle été noyée ?                        | Des cosmétiques 100% naturels, c’est possible ?             | Teinture pour cheveux : une histoire haute en couleur !        | Pourquoi dit-on "avoir la puce à l’oreille" ?                                                      |
| S1 E51 : Inondations : sommes-nous bien protégés ?                         | Des maquettes pour simuler les inondations !                             | Des cosmétiques 100% naturels, c’est possible ?             | Teinture pour cheveux : une histoire haute en couleur !        | Pourquoi dit-on "avoir la puce à l’oreille" ?                                                      |
| S1 E51 : Inondations : sommes-nous bien protégés ?                         | Inondations : comment se protéger ?                                      | Des cosmétiques 100% naturels, c’est possible ?             | Teinture pour cheveux : une histoire haute en couleur !        | Les poissons volants volent-ils vraiment ?                                                         |
| S1 E51 : Inondations : sommes-nous bien protégés ?                         | Les maisons amphibies : la solution ?                                    | Des cosmétiques 100% naturels, c’est possible ?             | Teinture pour cheveux : une histoire haute en couleur !        | Les poissons volants volent-ils vraiment ?                                                         |
| S1 E51 : Inondations : sommes-nous bien protégés ?                         | Et si la grande crue de 1910 se reproduisait ?                           | Des cosmétiques 100% naturels, c’est possible ?             | Teinture pour cheveux : une histoire haute en couleur !        | Les poissons volants volent-ils vraiment ?                                                         |
| S1 E52 : La grotte de Lascaux, le Louvre de la préhistoire !               | Lascaux : l’étonnante histoire de sa découverte !                        | Les secrets d’un frigidaire bien rangé                      | Caméra : une invention bien française !                        | D’où vient l’expression "faire l’autruche" ?                                                       |
| S1 E52 : La grotte de Lascaux, le Louvre de la préhistoire !               | Artistes des cavernes : et si c’était des femmes ?                       | Les secrets d’un frigidaire bien rangé                      | Caméra : une invention bien française !                        | D’où vient l’expression "faire l’autruche" ?                                                       |
| S1 E52 : La grotte de Lascaux, le Louvre de la préhistoire !               | Que nous apprennent les peintures de Lascaux ?                           | Les secrets d’un frigidaire bien rangé                      | Caméra : une invention bien française !                        | C’est quoi le corail dans la mer ?                                                                 |
| S1 E52 : La grotte de Lascaux, le Louvre de la préhistoire !               | Faut-il adopter le régime des hommes préhistoriques ?                    | Les secrets d’un frigidaire bien rangé                      | Caméra : une invention bien française !                        | C’est quoi le corail dans la mer ?                                                                 |
| S1 E52 : La grotte de Lascaux, le Louvre de la préhistoire !               | Lascaux : des chefs-d’œuvre en péril ?                                   | Les secrets d’un frigidaire bien rangé                      | Caméra : une invention bien française !                        | C’est quoi le corail dans la mer ?                                                                 |
| S1 E53 : Jules Verne : l’inventeur de la science-fiction ?                 | Jules Verne : l’inventeur de la science-fiction ?                        | Les super-pouvoirs de la mousse                             | DJ : des platines qui valent de l’or !                         | Pourquoi les cheveux deviennent-ils blancs ?                                                       |
| S1 E53 : Jules Verne : l’inventeur de la science-fiction ?                 | Comment Jules Verne écrivait-il ses livres ?                             | Les super-pouvoirs de la mousse                             | DJ : des platines qui valent de l’or !                         | Pourquoi les cheveux deviennent-ils blancs ?                                                       |
| S1 E53 : Jules Verne : l’inventeur de la science-fiction ?                 | Jules Verne : l’inventeur de la conquête de l’espace                     | Les super-pouvoirs de la mousse                             | DJ : des platines qui valent de l’or !                         | Pourquoi ne faut-il pas mettre de métal dans le micro-ondes ?                                      |
| S1 E53 : Jules Verne : l’inventeur de la science-fiction ?                 | Jules Verne : d’où vient le rayon vert ?                                 | Les super-pouvoirs de la mousse                             | DJ : des platines qui valent de l’or !                         | Pourquoi ne faut-il pas mettre de métal dans le micro-ondes ?                                      |
| S1 E53 : Jules Verne : l’inventeur de la science-fiction ?                 | Le rêve de Jules Verne inspire les aventuriers modernes                  | Les super-pouvoirs de la mousse                             | DJ : des platines qui valent de l’or !                         | Pourquoi ne faut-il pas mettre de métal dans le micro-ondes ?                                      |
| S1 E54 : Marseille, nouvel eldorado ?                                      | Marseille : un concentré de Méditerranée ?                               | Sous la mer, des déchets qui valent de l’or !               | Bouée : une invention gonflée !                                | Comment les lucioles font-elles pour briller ?                                                     |
| S1 E54 : Marseille, nouvel eldorado ?                                      | L’uniformisation des accents français ?                                  | Sous la mer, des déchets qui valent de l’or !               | Bouée : une invention gonflée !                                | Comment les lucioles font-elles pour briller ?                                                     |
| S1 E54 : Marseille, nouvel eldorado ?                                      | Pourquoi l’accent du sud est-il moqué ?                                  | Sous la mer, des déchets qui valent de l’or !               | Bouée : une invention gonflée !                                | Comment les lucioles font-elles pour briller ?                                                     |
| S1 E54 : Marseille, nouvel eldorado ?                                      | Comment Marcel Pagnol a-t-il fait la gloire de Marseille ?               | Sous la mer, des déchets qui valent de l’or !               | Bouée : une invention gonflée !                                | D’où vient l’expression "en faire tout un fromage" ?                                               |
| S1 E54 : Marseille, nouvel eldorado ?                                      | Le mistral, le vent qui rend fou !                                       | Sous la mer, des déchets qui valent de l’or !               | Bouée : une invention gonflée !                                | D’où vient l’expression "en faire tout un fromage" ?                                               |
| S1 E54 : Marseille, nouvel eldorado ?                                      | Calanques : victimes de leur succès ?                                    | Sous la mer, des déchets qui valent de l’or !               | Bouée : une invention gonflée !                                | D’où vient l’expression "en faire tout un fromage" ?                                               |
| S1 E55 : Jumeaux : pourquoi ils nous fascinent ?                           | Jumeaux : les vrais et les faux                                          | De la peinture à base d’épluchures de légumes !             | Le selfie, une invention qui a plus de 150 ans !               | D’où vient l’expression "être le dindon de la farce" ?                                             |
| S1 E55 : Jumeaux : pourquoi ils nous fascinent ?                           | Médecine : l’invention du jumeau virtuel                                 | De la peinture à base d’épluchures de légumes !             | Le selfie, une invention qui a plus de 150 ans !               | D’où vient l’expression "être le dindon de la farce" ?                                             |
| S1 E55 : Jumeaux : pourquoi ils nous fascinent ?                           | Vrais jumeaux ? Pas tant que ça !                                        | De la peinture à base d’épluchures de légumes !             | Le selfie, une invention qui a plus de 150 ans !               | D’où vient l’expression "être le dindon de la farce" ?                                             |
| S1 E55 : Jumeaux : pourquoi ils nous fascinent ?                           | Jumeaux : les vrais et les faux                                          | De la peinture à base d’épluchures de légumes !             | Le selfie, une invention qui a plus de 150 ans !               | Comment marche une allumette ?                                                                     |
| S1 E55 : Jumeaux : pourquoi ils nous fascinent ?                           | Louis XIV avait-il un frère jumeau ?                                     | De la peinture à base d’épluchures de légumes !             | Le selfie, une invention qui a plus de 150 ans !               | Comment marche une allumette ?                                                                     |
| S1 E55 : Jumeaux : pourquoi ils nous fascinent ?                           | Jumeaux : chassez les idées reçues !                                     | De la peinture à base d’épluchures de légumes !             | Le selfie, une invention qui a plus de 150 ans !               | Comment marche une allumette ?                                                                     |
| S1 E56 : La fabuleuse histoire de l’argent                                 | Pourquoi a-t-on inventé l’argent ?                                       | Tout est bon dans l’œuf !                                   | Calculette : une invention qui compte !                        | Pourquoi dit-on "être plein aux as" ?                                                              |
| S1 E56 : La fabuleuse histoire de l’argent                                 | Pourquoi dit-on "riche comme Crésus" ?                                   | Tout est bon dans l’œuf !                                   | Calculette : une invention qui compte !                        | Pourquoi dit-on "être plein aux as" ?                                                              |
| S1 E56 : La fabuleuse histoire de l’argent                                 | Que valent vraiment vos pièces et vos billets ?                          | Tout est bon dans l’œuf !                                   | Calculette : une invention qui compte !                        | Pourquoi dit-on "être plein aux as" ?                                                              |
| S1 E56 : La fabuleuse histoire de l’argent                                 | Peut-on changer le plomb en or ?                                         | Tout est bon dans l’œuf !                                   | Calculette : une invention qui compte !                        | Pourquoi dit-on "être plein aux as" ?                                                              |
| S1 E56 : La fabuleuse histoire de l’argent                                 | Vers la fin de l’argent liquide ?                                        | Tout est bon dans l’œuf !                                   | Calculette : une invention qui compte !                        | Pourquoi dit-on "être plein aux as" ?                                                              |
| S1 E57 : Jeanne d’Arc : comment a-t-elle sauvé la France ?                 | Jeanne d’Arc : le parcours d’une combattante                             | Anti-gaspi : il transforme le pain sec en farine            | Croque-monsieur : histoire d’une invention française           | Comment créer une matière plastique avec une base végétale ?                                       |
| S1 E57 : Jeanne d’Arc : comment a-t-elle sauvé la France ?                 | Les hallucinations, comment ça marche ?                                  | Anti-gaspi : il transforme le pain sec en farine            | Croque-monsieur : histoire d’une invention française           | Comment créer une matière plastique avec une base végétale ?                                       |
| S1 E57 : Jeanne d’Arc : comment a-t-elle sauvé la France ?                 | Comment Jeanne d’Arc a-t-elle sauvé la France ?                          | Anti-gaspi : il transforme le pain sec en farine            | Croque-monsieur : histoire d’une invention française           | Quelle est l’origine du yaourt ?                                                                   |
| S1 E57 : Jeanne d’Arc : comment a-t-elle sauvé la France ?                 | Jeanne d’Arc est-elle vraiment morte sur le bûcher ?                     | Anti-gaspi : il transforme le pain sec en farine            | Croque-monsieur : histoire d’une invention française           | Quelle est l’origine du yaourt ?                                                                   |
| S1 E57 : Jeanne d’Arc : comment a-t-elle sauvé la France ?                 | Le procès de Jeanne d’Arc, une trahison française ?                      | Anti-gaspi : il transforme le pain sec en farine            | Croque-monsieur : histoire d’une invention française           | Quelle est l’origine du yaourt ?                                                                   |
| S1 E58 : Chat : ses mystères dévoilés                                      | Comment l’Homme a-t-il domestiqué le chat ?                              | Faire sa bougie à la cire d’abeille, c’est facile !         | Vétérinaire, le métier qui fait rêver !                        | Pourquoi entend-on moins bien avec l’âge ?                                                         |
| S1 E58 : Chat : ses mystères dévoilés                                      | Les chats sont-ils nuisibles ?                                           | Faire sa bougie à la cire d’abeille, c’est facile !         | Vétérinaire, le métier qui fait rêver !                        | Pourquoi entend-on moins bien avec l’âge ?                                                         |
| S1 E58 : Chat : ses mystères dévoilés                                      | Le chat, un contorsionniste hors pair !                                  | Faire sa bougie à la cire d’abeille, c’est facile !         | Vétérinaire, le métier qui fait rêver !                        | Pourquoi entend-on moins bien avec l’âge ?                                                         |
| S1 E58 : Chat : ses mystères dévoilés                                      | Pourquoi les chats ronronnent-ils ?                                      | Faire sa bougie à la cire d’abeille, c’est facile !         | Vétérinaire, le métier qui fait rêver !                        | Pourquoi entend-on moins bien avec l’âge ?                                                         |
| S1 E58 : Chat : ses mystères dévoilés                                      | Connaissez-vous vraiment votre chat ?                                    | Faire sa bougie à la cire d’abeille, c’est facile !         | Vétérinaire, le métier qui fait rêver !                        | Pourquoi entend-on moins bien avec l’âge ?                                                         |
| S1 E59 : Bébé, mode d’emploi !                                             | Les bébés : que comprennent-ils ?                                        | Déménager à vélo, c’est possible !                          | Biberon : une invention qui date de la Préhistoire !           | Comment la poule fabrique-t-elle un œuf ?                                                          |
| S1 E59 : Bébé, mode d’emploi !                                             | Qu’entendent les bébés dans le ventre de leur mère ?                     | Déménager à vélo, c’est possible !                          | Biberon : une invention qui date de la Préhistoire !           | Comment la poule fabrique-t-elle un œuf ?                                                          |
| S1 E59 : Bébé, mode d’emploi !                                             | Les bébés : bien plus intelligents qu’on ne le croit !                   | Déménager à vélo, c’est possible !                          | Biberon : une invention qui date de la Préhistoire !           | Comment la poule fabrique-t-elle un œuf ?                                                          |
| S1 E59 : Bébé, mode d’emploi !                                             | Peut-on choisir le sexe de son bébé ?                                    | Déménager à vélo, c’est possible !                          | Biberon : une invention qui date de la Préhistoire !           | Comment la poule fabrique-t-elle un œuf ?                                                          |
| S1 E59 : Bébé, mode d’emploi !                                             | Les pouvoirs secrets du lait maternel !                                  | Déménager à vélo, c’est possible !                          | Biberon : une invention qui date de la Préhistoire !           | Comment la poule fabrique-t-elle un œuf ?                                                          |
| S1 E60 : La Commune : la dernière grande Révolution Française ?            | 1870 : la fin d’un empire !                                              | Faire son lait végétal à la maison                          | Pourquoi notre drapeau est-il bleu blanc rouge ?               | Pourquoi nos larmes sont-elles salées ?                                                            |
| S1 E60 : La Commune : la dernière grande Révolution Française ?            | 1870 : les Français dans la misère                                       | Faire son lait végétal à la maison                          | Pourquoi notre drapeau est-il bleu blanc rouge ?               | Pourquoi nos larmes sont-elles salées ?                                                            |
| S1 E60 : La Commune : la dernière grande Révolution Française ?            | Paris à feu et à sang !                                                  | Faire son lait végétal à la maison                          | Pourquoi notre drapeau est-il bleu blanc rouge ?               | Pourquoi nos larmes sont-elles salées ?                                                            |
| S1 E60 : La Commune : la dernière grande Révolution Française ?            | Comment la République a-t-elle écrasé la Commune ?                       | Faire son lait végétal à la maison                          | Pourquoi notre drapeau est-il bleu blanc rouge ?               | Pourquoi nos larmes sont-elles salées ?                                                            |
| S1 E60 : La Commune : la dernière grande Révolution Française ?            | Les acquis de la Commune                                                 | Faire son lait végétal à la maison                          | Pourquoi notre drapeau est-il bleu blanc rouge ?               | Pourquoi nos larmes sont-elles salées ?                                                            |
| S1 E61 : Les fourmis, une organisation secrète !                           | Les super-pouvoirs des fourmis                                           | Du verre à base de coquilles d’escargots !                  | L’incroyable saga du sucre en poudre !                         | Pourquoi dit-on "mettre les pieds dans le plat" ?                                                  |
| S1 E61 : Les fourmis, une organisation secrète !                           | La cigale peut-elle vraiment chanter tout l’été ?                        | Du verre à base de coquilles d’escargots !                  | L’incroyable saga du sucre en poudre !                         | Pourquoi dit-on "mettre les pieds dans le plat" ?                                                  |
| S1 E61 : Les fourmis, une organisation secrète !                           | Les fourmis, une organisation secrète !                                  | Du verre à base de coquilles d’escargots !                  | L’incroyable saga du sucre en poudre !                         | Pourquoi dit-on "mettre les pieds dans le plat" ?                                                  |
| S1 E61 : Les fourmis, une organisation secrète !                           | Les fourmis fabriquent leurs propres médicaments !                       | Du verre à base de coquilles d’escargots !                  | L’incroyable saga du sucre en poudre !                         | Pourquoi dit-on "mettre les pieds dans le plat" ?                                                  |
| S1 E61 : Les fourmis, une organisation secrète !                           | Les fourmis : une incroyable créativité !                                | Du verre à base de coquilles d’escargots !                  | L’incroyable saga du sucre en poudre !                         | Pourquoi dit-on "mettre les pieds dans le plat" ?                                                  |
| S1 E62 : Le soleil, notre bonne étoile !                                   | L’incroyable histoire d’une boule de feu                                 | Une cure de santé pour vos plantes vertes !                 | Parasol, une invention qui a fait sa place… au soleil !        | Pourquoi jetons-nous du riz à un mariage ?                                                         |
| S1 E62 : Le soleil, notre bonne étoile !                                   | Pourquoi attrape-t-on des coups de soleil ?                              | Une cure de santé pour vos plantes vertes !                 | Parasol, une invention qui a fait sa place… au soleil !        | Pourquoi jetons-nous du riz à un mariage ?                                                         |
| S1 E62 : Le soleil, notre bonne étoile !                                   | Pas de vie sans le Soleil                                                | Une cure de santé pour vos plantes vertes !                 | Parasol, une invention qui a fait sa place… au soleil !        | Pourquoi jetons-nous du riz à un mariage ?                                                         |
| S1 E62 : Le soleil, notre bonne étoile !                                   | Quand le Soleil nous menace                                              | Une cure de santé pour vos plantes vertes !                 | Parasol, une invention qui a fait sa place… au soleil !        | Pourquoi jetons-nous du riz à un mariage ?                                                         |
| S1 E62 : Le soleil, notre bonne étoile !                                   | Le Soleil va-t-il disparaître ?                                          | Une cure de santé pour vos plantes vertes !                 | Parasol, une invention qui a fait sa place… au soleil !        | Pourquoi jetons-nous du riz à un mariage ?                                                         |
| S1 E63 : Versailles : la folie des grandeurs                               | Versailles : la folie des grandeurs                                      | La revanche de la chaussette solitaire                      | L’or, un métal venu des étoiles !                              | Combien de cheveux a-t-on sur la tête ?                                                            |
| S1 E63 : Versailles : la folie des grandeurs                               | Versailles : pourquoi portait-on des perruques ?                         | La revanche de la chaussette solitaire                      | L’or, un métal venu des étoiles !                              | Combien de cheveux a-t-on sur la tête ?                                                            |
| S1 E63 : Versailles : la folie des grandeurs                               | La folle aventure de la galerie des Glaces !                             | La revanche de la chaussette solitaire                      | L’or, un métal venu des étoiles !                              | Combien de cheveux a-t-on sur la tête ?                                                            |
| S1 E63 : Versailles : la folie des grandeurs                               | Versailles : la pendule de tous les records                              | La revanche de la chaussette solitaire                      | L’or, un métal venu des étoiles !                              | Combien de cheveux a-t-on sur la tête ?                                                            |
| S1 E63 : Versailles : la folie des grandeurs                               | Versailles : les jardins de la démesure !                                | La revanche de la chaussette solitaire                      | L’or, un métal venu des étoiles !                              | Combien de cheveux a-t-on sur la tête ?                                                            |
| S1 E64 : Pasteur, le père du vaccin                                        | Pasteur : le père du vaccin                                              | Se régaler avec des herbes sauvages !                       | La fièvre du thermomètre                                       | |
| S1 E64 : Pasteur, le père du vaccin                                        | Pasteur a-t-il changé le goût de nos fromages ?                          | Se régaler avec des herbes sauvages !                       | La fièvre du thermomètre                                       | |
| S1 E64 : Pasteur, le père du vaccin                                        | Pasteur : la rage de vacciner                                            | Se régaler avec des herbes sauvages !                       | La fièvre du thermomètre                                       | |
| S1 E64 : Pasteur, le père du vaccin                                        | Peut-on encore attraper la rage ?                                        | Se régaler avec des herbes sauvages !                       | La fièvre du thermomètre                                       | |
| S1 E64 : Pasteur, le père du vaccin                                        | La grande aventure de la vaccination                                     | Se régaler avec des herbes sauvages !                       | La fièvre du thermomètre                                       | |
| S1 E65 : Le cheval : meilleur ami de l’Homme ?                             | Qui est l’ancêtre de nos chevaux ?                                       | Quand nos masques deviennent des règles et des équerres     |                                                                | |
| S1 E65 : Le cheval : meilleur ami de l’Homme ?                             | Le cheval : il a des yeux derrière la tête !                             | Quand nos masques deviennent des règles et des équerres     |                                                                | |
| S1 E65 : Le cheval : meilleur ami de l’Homme ?                             | Le premier véhicule de l’Histoire !                                      | Quand nos masques deviennent des règles et des équerres     |                                                                | |
| S1 E65 : Le cheval : meilleur ami de l’Homme ?                             | Le cheval, dada des artistes                                             | Quand nos masques deviennent des règles et des équerres     |                                                                | |
| S1 E65 : Le cheval : meilleur ami de l’Homme ?                             | Quand les chevaux nous soignent                                          | Quand nos masques deviennent des règles et des équerres     |                                                                | |
| S1 E66 : Fraises : pourquoi nous font-elles du bien ?                      | La fraise est-elle vraiment un fruit ?                                   | Les nouveaux fermiers des villes                            | Crème glacée : histoire d’une passion millénaire               | Qu’est-ce que le fruit du dragon ?                                                                 |
| S1 E66 : Fraises : pourquoi nous font-elles du bien ?                      | Fraise, une envie de grossesse ?                                         | Les nouveaux fermiers des villes                            | Crème glacée : histoire d’une passion millénaire               | Qu’est-ce que le fruit du dragon ?                                                                 |
| S1 E66 : Fraises : pourquoi nous font-elles du bien ?                      | Fraises : comment fabrique-t-on de nouvelles variétés ?                  | Les nouveaux fermiers des villes                            | Crème glacée : histoire d’une passion millénaire               | D’où vient l’expression "avoir des fourmis dans les jambes" ?                                      |
| S1 E66 : Fraises : pourquoi nous font-elles du bien ?                      | Mode : pourquoi portait-on une "fraise" autour du cou ?                  | Les nouveaux fermiers des villes                            | Crème glacée : histoire d’une passion millénaire               | D’où vient l’expression "avoir des fourmis dans les jambes" ?                                      |
| S1 E66 : Fraises : pourquoi nous font-elles du bien ?                      | Fraise : pourquoi est-elle bonne pour la santé ?                         | Les nouveaux fermiers des villes                            | Crème glacée : histoire d’une passion millénaire               | D’où vient l’expression "avoir des fourmis dans les jambes" ?                                      |
| S1 E67 : Les ados : comment les comprendre ?                               | Que se passe-t-il pendant l’adolescence ?                                | Comment fabriquer son "produit vaisselle" maison ?          | Comment le skateboard est-il devenu culte ?                    | Comment fonctionnent les lunettes anti lumière bleue ?                                             |
| S1 E67 : Les ados : comment les comprendre ?                               | Pourquoi les ados ne sentent-ils pas la rose ?                           | Comment fabriquer son "produit vaisselle" maison ?          | Comment le skateboard est-il devenu culte ?                    | Comment fonctionnent les lunettes anti lumière bleue ?                                             |
| S1 E67 : Les ados : comment les comprendre ?                               | L’adolescence : une découverte récente !                                 | Comment fabriquer son "produit vaisselle" maison ?          | Comment le skateboard est-il devenu culte ?                    | Pain au chocolat ou chocolatine ?                                                                  |
| S1 E67 : Les ados : comment les comprendre ?                               | Ados et écrans : faut-il s’inquiéter ?                                   | Comment fabriquer son "produit vaisselle" maison ?          | Comment le skateboard est-il devenu culte ?                    | Pain au chocolat ou chocolatine ?                                                                  |
| S1 E67 : Les ados : comment les comprendre ?                               | Adolescence : comment la voix mue-t-elle ?                               | Comment fabriquer son "produit vaisselle" maison ?          | Comment le skateboard est-il devenu culte ?                    | Pain au chocolat ou chocolatine ?                                                                  |
| S1 E68 : D-DAY : Comment les Américains ont-ils changé notre vie ?         | Le Débarquement : une prouesse stratégique !                             | L’écologie au menu !                                        | 1944 : le café soluble débarque en France !                    | Qui a inventé la boite de sardines ?                                                               |
| S1 E68 : D-DAY : Comment les Américains ont-ils changé notre vie ?         | Débarquement : la guerre des images !                                    | L’écologie au menu !                                        | 1944 : le café soluble débarque en France !                    | Qui a inventé la boite de sardines ?                                                               |
| S1 E68 : D-DAY : Comment les Américains ont-ils changé notre vie ?         | Les États-Unis voulaient-ils coloniser la France ?                       | L’écologie au menu !                                        | 1944 : le café soluble débarque en France !                    | Qui a inventé la boite de sardines ?                                                               |
| S1 E68 : D-DAY : Comment les Américains ont-ils changé notre vie ?         | Johnny Hallyday, un enfant du Débarquement ?                             | L’écologie au menu !                                        | 1944 : le café soluble débarque en France !                    | Qui a inventé la boite de sardines ?                                                               |
| S1 E68 : D-DAY : Comment les Américains ont-ils changé notre vie ?         | Le plan Marshall, un bon plan pour les Américains ?                      | L’écologie au menu !                                        | 1944 : le café soluble débarque en France !                    | Qui a inventé la boite de sardines ?                                                               |
| S1 E69 : Montmartre : la butte des Misérables !                            | Montmartre : un ancien îlot de pauvreté !                                | Une nouvelle vie pour les déchets du bâtiment               | Baguette : la révolution du pain !                             | Pourquoi dit-on "rouler dans la farine" ?                                                          |
| S1 E69 : Montmartre : la butte des Misérables !                            | Les Apaches : les voyous de Montmartre !                                 | Une nouvelle vie pour les déchets du bâtiment               | Baguette : la révolution du pain !                             | Pourquoi dit-on "rouler dans la farine" ?                                                          |
| S1 E69 : Montmartre : la butte des Misérables !                            | Le Sacré-Cœur : une sacré histoire !                                     | Une nouvelle vie pour les déchets du bâtiment               | Baguette : la révolution du pain !                             | Pourquoi l’or ne rouille-t-il pas ?                                                                |
| S1 E69 : Montmartre : la butte des Misérables !                            | Comment Toulouse-Lautrec a-t-il rendu Montmartre célèbre ?               | Une nouvelle vie pour les déchets du bâtiment               | Baguette : la révolution du pain !                             | Pourquoi l’or ne rouille-t-il pas ?                                                                |
| S1 E69 : Montmartre : la butte des Misérables !                            | Pourquoi Montmartre reste-t-il le quartier des artistes ?                | Une nouvelle vie pour les déchets du bâtiment               | Baguette : la révolution du pain !                             | Pourquoi l’or ne rouille-t-il pas ?                                                                |
| S1 E70 : La mer : notre bien le plus précieux ?                            | Qu’est-ce qu’une eau de mer de qualité ?                                 | Une crème solaire qui respecte la nature                    | Les pirates, anarchistes des mers ?                            | Comment les huîtres fabriquent-elles les perles ?                                                  |
| S1 E70 : La mer : notre bien le plus précieux ?                            | Le poisson est-il encore bon pour la santé ?                             | Une crème solaire qui respecte la nature                    | Les pirates, anarchistes des mers ?                            | Comment les huîtres fabriquent-elles les perles ?                                                  |
| S1 E70 : La mer : notre bien le plus précieux ?                            | Les bains de mer sont-ils bons pour la santé ?                           | Une crème solaire qui respecte la nature                    | Les pirates, anarchistes des mers ?                            | Comment les huîtres fabriquent-elles les perles ?                                                  |
| S1 E70 : La mer : notre bien le plus précieux ?                            | La Mer : l’histoire de la chanson la plus connue du monde                | Une crème solaire qui respecte la nature                    | Les pirates, anarchistes des mers ?                            | Comment les huîtres fabriquent-elles les perles ?                                                  |
| S1 E70 : La mer : notre bien le plus précieux ?                            | Montée des eaux : notre littoral est-il en péril ?                       | Une crème solaire qui respecte la nature                    | Les pirates, anarchistes des mers ?                            | Comment les huîtres fabriquent-elles les perles ?                                                  |
| S1 E71 : Comment muscler notre mémoire ?                                   | La mémoire, comment ça marche ?                                          | Nos vieilles VHS deviennent des vêtements !                 | L’incroyable saga des mots-croisés !                           | Pourquoi dit-on que "les bébés sont amenés par les cigognes" ?                                     |
| S1 E71 : Comment muscler notre mémoire ?                                   | Pourquoi n’a-t-on pas de souvenirs de notre petite enfance ?             | Nos vieilles VHS deviennent des vêtements !                 | L’incroyable saga des mots-croisés !                           | Pourquoi dit-on que "les bébés sont amenés par les cigognes" ?                                     |
| S1 E71 : Comment muscler notre mémoire ?                                   | Smartphones, technologies : nous font-ils perdre la mémoire ?            | Nos vieilles VHS deviennent des vêtements !                 | L’incroyable saga des mots-croisés !                           | Pourquoi dit-on que "les bébés sont amenés par les cigognes" ?                                     |
| S1 E71 : Comment muscler notre mémoire ?                                   | L’éléphant a-t-il une mémoire d’éléphant ?                               | Nos vieilles VHS deviennent des vêtements !                 | L’incroyable saga des mots-croisés !                           | Pourquoi dit-on que "les bébés sont amenés par les cigognes" ?                                     |
| S1 E71 : Comment muscler notre mémoire ?                                   | Comment muscler notre mémoire ?                                          | Nos vieilles VHS deviennent des vêtements !                 | L’incroyable saga des mots-croisés !                           | Pourquoi dit-on que "les bébés sont amenés par les cigognes" ?                                     |
| S1 E72 : Les momies : pourquoi nous fascinent-elles ?                      | Égypte : pourquoi momifiait-on les morts ?                               | Du détergent avec de l’eau et du sel !                      | Le parfum : un succès qui a eu du nez !                        | Pourquoi dit-on "se faire un sang d’encre" ?                                                       |
| S1 E72 : Les momies : pourquoi nous fascinent-elles ?                      | Momies : comment sont-elles embaumées ?                                  | Du détergent avec de l’eau et du sel !                      | Le parfum : un succès qui a eu du nez !                        | Pourquoi dit-on "se faire un sang d’encre" ?                                                       |
| S1 E72 : Les momies : pourquoi nous fascinent-elles ?                      | Comment la France a-t-elle sauvé la momie de Ramsès II ?                 | Du détergent avec de l’eau et du sel !                      | Le parfum : un succès qui a eu du nez !                        | Comment fabrique-t-on nos os ?                                                                     |
| S1 E72 : Les momies : pourquoi nous fascinent-elles ?                      | Asie : momifiés de leur vivant !                                         | Du détergent avec de l’eau et du sel !                      | Le parfum : un succès qui a eu du nez !                        | Comment fabrique-t-on nos os ?                                                                     |
| S1 E72 : Les momies : pourquoi nous fascinent-elles ?                      | Le grand retour de la momification ?                                     | Du détergent avec de l’eau et du sel !                      | Le parfum : un succès qui a eu du nez !                        | Comment fabrique-t-on nos os ?                                                                     |
| S1 E73 : Jean de la Fontaine : toujours d’actualité !                      | Jean de La Fontaine : un écrivain longtemps ignoré !                     | Un remède naturel contre le calcaire !                      | Le camembert : tout un fromage !                               | Comment marche la ventriloquie ?                                                                   |
| S1 E73 : Jean de la Fontaine : toujours d’actualité !                      | Pourquoi retient-on les fables de La Fontaine ?                          | Un remède naturel contre le calcaire !                      | Le camembert : tout un fromage !                               | Comment marche la ventriloquie ?                                                                   |
| S1 E73 : Jean de la Fontaine : toujours d’actualité !                      | Pourquoi La Fontaine fait-il parler les animaux ?                        | Un remède naturel contre le calcaire !                      | Le camembert : tout un fromage !                               | Comment marche la ventriloquie ?                                                                   |
| S1 E73 : Jean de la Fontaine : toujours d’actualité !                      | Les animaux se comportent-ils comme dans les fables ?                    | Un remède naturel contre le calcaire !                      | Le camembert : tout un fromage !                               | Comment marche la ventriloquie ?                                                                   |
| S1 E73 : Jean de la Fontaine : toujours d’actualité !                      | Pourquoi La Fontaine reste-t-il la star des écoliers ?                   | Un remède naturel contre le calcaire !                      | Le camembert : tout un fromage !                               | Comment marche la ventriloquie ?                                                                   |
| S1 E74 : Les super pouvoirs des arbres !                                   | Les arbres : comment se nourrissent-ils ?                                | Aidez les agriculteurs à passer au bio !                    | Comment le hamac a-t-il conquis la planète ?                   | Pourquoi dit-on "se fendre la poire" ?                                                             |
| S1 E74 : Les super pouvoirs des arbres !                                   | Les expressions qui sortent du bois !                                    | Aidez les agriculteurs à passer au bio !                    | Comment le hamac a-t-il conquis la planète ?                   | Pourquoi dit-on "se fendre la poire" ?                                                             |
| S1 E74 : Les super pouvoirs des arbres !                                   | Les arbres : ils se parlent !                                            | Aidez les agriculteurs à passer au bio !                    | Comment le hamac a-t-il conquis la planète ?                   | Pourquoi dit-on "se fendre la poire" ?                                                             |
| S1 E74 : Les super pouvoirs des arbres !                                   | Les arbres nous font-ils du bien ?                                       | Aidez les agriculteurs à passer au bio !                    | Comment le hamac a-t-il conquis la planète ?                   | Pourquoi dit-on "se fendre la poire" ?                                                             |
| S1 E74 : Les super pouvoirs des arbres !                                   | Nos forêts sont-elles vraiment menacées ?                                | Aidez les agriculteurs à passer au bio !                    | Comment le hamac a-t-il conquis la planète ?                   | Pourquoi dit-on "se fendre la poire" ?                                                             |
| S1 E75 : Pourquoi la nuit nous fascine-t-elle ?                            | Pourquoi la nuit nous fait-elle dormir ?                                 | Déco : la recette des fleurs séchées                        | Voir la nuit : La découverte du phosphorescent !               | Une étoile filante peut-elle arriver sur la Terre ?                                                |
| S1 E75 : Pourquoi la nuit nous fascine-t-elle ?                            | Les feux follets : science ou surnaturel ?                               | Déco : la recette des fleurs séchées                        | Voir la nuit : La découverte du phosphorescent !               | Une étoile filante peut-elle arriver sur la Terre ?                                                |
| S1 E75 : Pourquoi la nuit nous fascine-t-elle ?                            | Pourquoi avons-nous peur du noir ?                                       | Déco : la recette des fleurs séchées                        | Voir la nuit : La découverte du phosphorescent !               | Une étoile filante peut-elle arriver sur la Terre ?                                                |
| S1 E75 : Pourquoi la nuit nous fascine-t-elle ?                            | Les nuits qui ont changé l’histoire !                                    | Déco : la recette des fleurs séchées                        | Voir la nuit : La découverte du phosphorescent !               | Une étoile filante peut-elle arriver sur la Terre ?                                                |
| S1 E75 : Pourquoi la nuit nous fascine-t-elle ?                            | Pourquoi certains animaux vivent-ils la nuit ?                           | Déco : la recette des fleurs séchées                        | Voir la nuit : La découverte du phosphorescent !               | Une étoile filante peut-elle arriver sur la Terre ?                                                |
| S1 E76 : 18 juin 1940 : pourquoi de Gaulle est-il un héros ?               | De Gaulle : un militaire en exil                                         | Martinique : le manioc contre-attaque                       | La révolution de la radio                                      | Pourquoi dit-on "un choix cornélien" ?                                                             |
| S1 E76 : 18 juin 1940 : pourquoi de Gaulle est-il un héros ?               | Paris 1940 : où se sont installés les Allemands ?                        | Martinique : le manioc contre-attaque                       | La révolution de la radio                                      | Pourquoi dit-on "un choix cornélien" ?                                                             |
| S1 E76 : 18 juin 1940 : pourquoi de Gaulle est-il un héros ?               | L’histoire secrète de l’appel du 18 juin                                 | Martinique : le manioc contre-attaque                       | La révolution de la radio                                      | Pourquoi dit-on "un choix cornélien" ?                                                             |
| S1 E76 : 18 juin 1940 : pourquoi de Gaulle est-il un héros ?               | Qui a inventé le V de la victoire ?                                      | Martinique : le manioc contre-attaque                       | La révolution de la radio                                      | Pourquoi dit-on "un choix cornélien" ?                                                             |
| S1 E76 : 18 juin 1940 : pourquoi de Gaulle est-il un héros ?               | Comment De Gaulle a-t-il rendu Paris aux Français ?                      | Martinique : le manioc contre-attaque                       | La révolution de la radio                                      | Pourquoi dit-on "un choix cornélien" ?                                                             |
| S1 E77 : La vie secrète de nos plages                                      | Galet, sable : comment naissent les plages ?                             | Le sac isotherme en laine de mouton                         | Le bikini, une invention explosive                             | Est-ce que les poissons ont froid ?                                                                |
| S1 E77 : La vie secrète de nos plages                                      | Piqûre de méduse : que faire ?                                           | Le sac isotherme en laine de mouton                         | Le bikini, une invention explosive                             | Est-ce que les poissons ont froid ?                                                                |
| S1 E77 : La vie secrète de nos plages                                      | Courants : comment ne pas se faire emporter ?                            | Le sac isotherme en laine de mouton                         | Le bikini, une invention explosive                             | Est-ce que les poissons ont froid ?                                                                |
| S1 E77 : La vie secrète de nos plages                                      | Plages : un monde sous nos pieds                                         | Le sac isotherme en laine de mouton                         | Le bikini, une invention explosive                             | Est-ce que les poissons ont froid ?                                                                |
| S1 E77 : La vie secrète de nos plages                                      | La Croisette : une plage mythique                                        | Le sac isotherme en laine de mouton                         | Le bikini, une invention explosive                             | Est-ce que les poissons ont froid ?                                                                |
| S1 E78 : Été : alerte aux moustiques !                                     | Moustiques : pourquoi nous piquent-ils ?                                 | Des insecticides 100 % naturels                             | La tente : une toile de génie                                  | Pourquoi certains insectes mangent-ils leurs partenaires ?                                         |
| S1 E78 : Été : alerte aux moustiques !                                     | Moustiques : peuvent-ils ressusciter les dinosaures ?                    | Des insecticides 100 % naturels                             | La tente : une toile de génie                                  | Pourquoi certains insectes mangent-ils leurs partenaires ?                                         |
| S1 E78 : Été : alerte aux moustiques !                                     | Moustiques : comment choisissent-ils leurs victimes ?                    | Des insecticides 100 % naturels                             | La tente : une toile de génie                                  | Pourquoi certains insectes mangent-ils leurs partenaires ?                                         |
| S1 E78 : Été : alerte aux moustiques !                                     | Les incroyables inventions anti-moustiques !                             | Des insecticides 100 % naturels                             | La tente : une toile de génie                                  | Pourquoi certains insectes mangent-ils leurs partenaires ?                                         |
| S1 E78 : Été : alerte aux moustiques !                                     | Faut-il craindre le moustique tigre ?                                    | Des insecticides 100 % naturels                             | La tente : une toile de génie                                  | Pourquoi certains insectes mangent-ils leurs partenaires ?                                         |
| S1 E79 : Pourquoi l’été nous fait-il du bien ?                             | Chaleur : pourquoi transpirons-nous ?                                    | Le soleil aux fourneaux !                                   | Crème solaire : un indispensable de l’été                      | L’eau est-elle calorique ?                                                                         |
| S1 E79 : Pourquoi l’été nous fait-il du bien ?                             | Le paddle : le sport qui sculpte le corps                                | Le soleil aux fourneaux !                                   | Crème solaire : un indispensable de l’été                      | L’eau est-elle calorique ?                                                                         |
| S1 E79 : Pourquoi l’été nous fait-il du bien ?                             | Vitamine D : les bienfaits du soleil                                     | Le soleil aux fourneaux !                                   | Crème solaire : un indispensable de l’été                      | L’eau est-elle calorique ?                                                                         |
| S1 E79 : Pourquoi l’été nous fait-il du bien ?                             | Soleil : attention danger !                                              | Le soleil aux fourneaux !                                   | Crème solaire : un indispensable de l’été                      | L’eau est-elle calorique ?                                                                         |
| S1 E79 : Pourquoi l’été nous fait-il du bien ?                             | Pourquoi les siestes nous font-elles du bien ?                           | Le soleil aux fourneaux !                                   | Crème solaire : un indispensable de l’été                      | L’eau est-elle calorique ?                                                                         |
| S1 E80 : Vive les vacances !                                               | La folle histoire des vacances !                                         | Clément, le roi du colis anti-gaspi !                       | Cahier de vacances : un succès bien français                   | Comment les poissons respirent-ils ?                                                               |
| S1 E80 : Vive les vacances !                                               | Musique : la recette d’un tube de l’été ?                                | Clément, le roi du colis anti-gaspi !                       | Cahier de vacances : un succès bien français                   | Comment les poissons respirent-ils ?                                                               |
| S1 E80 : Vive les vacances !                                               | Nationale 7 : la route mythique des vacances ?                           | Clément, le roi du colis anti-gaspi !                       | Cahier de vacances : un succès bien français                   | Comment les poissons respirent-ils ?                                                               |
| S1 E80 : Vive les vacances !                                               | Que sont devenues les "jolies colonies de vacances" ?                    | Clément, le roi du colis anti-gaspi !                       | Cahier de vacances : un succès bien français                   | Comment les poissons respirent-ils ?                                                               |
| S1 E80 : Vive les vacances !                                               | La France : destination touristique numéro 1                             | Clément, le roi du colis anti-gaspi !                       | Cahier de vacances : un succès bien français                   | Comment les poissons respirent-ils ?                                                               |

| TITRE                                                                  | C CHAUD                                                                           | C L'IDEE                                        | #DIS JAMY                                                |
| ---------------------------------------------------------------------- | --------------------------------------------------------------------------------- | ----------------------------------------------- | -------------------------------------------------------- |
| S2 E01 : Qui a inventé l'école ? (30/08/2021)                          | Charlemagne a-t-il vraiment inventé l'école ?                                     | A l'école de la récup' !                        | D'où vient l'expression « l'école buissonnière » ?       |
| S2 E01 : Qui a inventé l'école ? (30/08/2021)                          | La flûte à bec à l'école, un mauvais souvenir ?(David Chemla)                     | A l'école de la récup' !                        | D'où vient l'expression « l'école buissonnière » ?       |
| S2 E01 : Qui a inventé l'école ? (30/08/2021)                          | Comment Jules Ferry a-t-il rendu l'école obligatoire ?                            | A l'école de la récup' !                        | D'où vient l'expression « l'école buissonnière » ?       |
| S2 E01 : Qui a inventé l'école ? (30/08/2021)                          | Le cartable : l'histoire d'une tendance (Eve Mazet)                               | A l'école de la récup' !                        | Pourquoi dit-on « se tenir à carreaux » ?                |
| S2 E01 : Qui a inventé l'école ? (30/08/2021)                          | Les filles sont-elles meilleures à l'école ?                                      | A l'école de la récup' !                        | Pourquoi dit-on « se tenir à carreaux » ?                |
| S2 E01 : Qui a inventé l'école ? (30/08/2021)                          | Quels sont les jeux préférés à la récré ? (Linh-Lan Dao, en dessin)               | A l'école de la récup' !                        | Pourquoi dit-on « se tenir à carreaux » ?                |
| S2 E02 : Le voyage extraordinaire des oiseaux migrateurs. (31/08/2021) | Oiseaux migrateurs, qui sont-ils ?                                                | Quand les corbeaux font notre ménage !          | Pourquoi les oiseaux volent-ils en V ?                   |
| S2 E02 : Le voyage extraordinaire des oiseaux migrateurs. (31/08/2021) | Oiseaux migrateurs, comment résistent-ils à l'effort ? (Camille Gaubert)          | Quand les corbeaux font notre ménage !          | Pourquoi les oiseaux volent-ils en V ?                   |
| S2 E02 : Le voyage extraordinaire des oiseaux migrateurs. (31/08/2021) | Oiseaux migrateurs, comment trouvent-ils leur chemin ?                            | Quand les corbeaux font notre ménage !          | Pourquoi les oiseaux volent-ils en V ?                   |
| S2 E02 : Le voyage extraordinaire des oiseaux migrateurs. (31/08/2021) | Oiseaux migrateurs, où les observer ? (Linh-Lan Dao, en dessin)                   | Quand les corbeaux font notre ménage !          | Pourquoi certains oiseaux ne volent-ils pas ?            |
| S2 E02 : Le voyage extraordinaire des oiseaux migrateurs. (31/08/2021) | L'homme qui vole avec les oiseaux !                                               | Quand les corbeaux font notre ménage !          | Pourquoi certains oiseaux ne volent-ils pas ?            |
| S2 E02 : Le voyage extraordinaire des oiseaux migrateurs. (31/08/2021) | Il n'y a pas que les oiseaux qui migrent ! (Hélène Gateau)                        | Quand les corbeaux font notre ménage !          | Pourquoi certains oiseaux ne volent-ils pas ?            |
| S2 E03 : Le secret des orages. (02/09/2021)                            | Orages : comment se forment-ils ?                                                 | Des parapluies transformés en coupe-vent !      | D'où vient l'expression pleuvoir comme vache qui pisse ? |
| S2 E03 : Le secret des orages. (02/09/2021)                            | Comment se protéger de la foudre ? (Evan Adelinet)                                | Des parapluies transformés en coupe-vent !      | D'où vient l'expression pleuvoir comme vache qui pisse ? |
| S2 E03 : Le secret des orages. (02/09/2021)                            | Un orage est-il à l'origine de la révolution française ?                          | Des parapluies transformés en coupe-vent !      | D'où vient l'expression pleuvoir comme vache qui pisse ? |
| S2 E03 : Le secret des orages. (02/09/2021)                            | Comment reconstituer le bruit d'un orage chez soi ? (Marie Georgescu De Hillerin) | Des parapluies transformés en coupe-vent !      | D'où vient l'expression pleuvoir comme vache qui pisse ? |
| S2 E03 : Le secret des orages. (02/09/2021)                            | Réchauffement : des orages de plus en plus violents ?                             | Des parapluies transformés en coupe-vent !      | D'où vient l'expression pleuvoir comme vache qui pisse ? |
| S2 E03 : Le secret des orages. (02/09/2021)                            | D'où vient l'expression coup de foudre ? (Linh-Lan Dao, en dessin)                | Des parapluies transformés en coupe-vent !      | D'où vient l'expression pleuvoir comme vache qui pisse ? |
| S2 E04 : Les secrets de notre peau (06/09/2021)                        | La peau : l'organe de tous les records !                                          | Les astuces maison pour prolonger son bronzage. | D'où vient l'expression "peau de chagrin" ?              |
| S2 E04 : Les secrets de notre peau (06/09/2021)                        | Pourquoi se gratte-on ? (Camille Gaubert)                                         | Les astuces maison pour prolonger son bronzage. | D'où vient l'expression "peau de chagrin" ?              |
| S2 E04 : Les secrets de notre peau (06/09/2021)                        | Qui habite sur notre peau ?                                                       | Les astuces maison pour prolonger son bronzage. | D'où vient l'expression "peau de chagrin" ?              |
| S2 E04 : Les secrets de notre peau (06/09/2021)                        | Comment le bronzage est-il devenu à la mode ? (David Chemla)                      | Les astuces maison pour prolonger son bronzage. | Pourquoi dit-on avoir le sang bleu ?                     |
| S2 E04 : Les secrets de notre peau (06/09/2021)                        | Et si la santé de la peau était dans notre assiette ?                             | Les astuces maison pour prolonger son bronzage. | Pourquoi dit-on avoir le sang bleu ?                     |
| S2 E04 : Les secrets de notre peau (06/09/2021)                        | Le tatouage, un dessin à fleur de peau. (Linh-Lan Dao, en dessin)                 | Les astuces maison pour prolonger son bronzage. | Pourquoi dit-on avoir le sang bleu ?                     |

## Audiences
Le 22 février 2021, la première émission réalise une audience de 215 000 personnes.
Le 5 avril 2021, l'émission signe son record de la saison avec 372 000 curieux.